# 南京地铁
南京地铁是中华人民共和国江苏省南京市的城市轨道交通系统，覆盖南京市全部11个市辖区，镇江市（S6号线）及安徽省滁州市（S4号线），由南京地铁集团有限公司建设、运营和维护保养。南京地铁2019年全年共发送旅客11.52亿人次。
南京地铁规划始于1986年，2005年开通首条线路。截至2024年3月31日，有1号线、2号线、3号线、4号线、5号线、7号线、10号线、S1号线、S3号线、S4号线、S6号线、S7号线、S8号线和S9号线共14条运营线路，组成包括237座车站、全长约521公里的地铁线网。截止2019年，南京地铁日均客流超过315.58万人次，是中国大陆第7繁忙的城市轨道交通系统。现有6号线、9号线、11号线等新线在建。

## 运营

### 线路
南京地铁現有14條路線，运营總長约536.1公里，有255座車站。
大部分地铁線路运营時間由早上6時到次日凌晨0点左右，当南京举办节日活动或者春运以及节假日客流高峰时，服务时间会延长（例如举办马拉松会提前发车、溧水举行音乐节时会延迟末班车）。当人流量超过地铁站承载量时官方会采取一些限流措施，例如只出站不进站或者列车过站、跳站等等（元宵节夫子庙举行秦淮灯会期间三山街站、夫子庙站、常府街站、武定门站实行下午起封站至运营结束）。
|          |          |                |                |                |                |          |                   |          |                                        |                                |  |
| 線路名稱 | 線路名稱 | 首段开通日期   | 最近延伸日期   | 起點站／終點站 | 起點站／終點站 | 車站數目 | 运营長度 （公里） | 车型编组 | 车辆段                                 | 全程用时                       |  |
|          | 1号线    | 2005年9月3日   | 2022年12月28日 | 八卦洲大桥南   | 中国药科大学   | 32       | 45.4              | 67列6A   | 小行车辆段 大学城停车场 二桥公园停车场 | 75分钟（左右）                 |  |
|          | 2号线    | 2010年5月28日  | 2021年12月28日 | 鱼嘴           | 经天路         | 30       | 43.35             | 59列6A   | 马群车辆段 油坊桥停车场 鱼嘴停车场     | 70分钟（左右）                 |  |
|          | 3号线    | 2015年4月1日   | -              | 林场           | 秣周东路       | 29       | 44.9              | 58列6A   | 秣周路车辆段 林场停车场                | 72分钟                         |  |
|          | 4号线    | 2017年1月18日  | -              | 龙江           | 仙林湖         | 18       | 33.75             | 29列6B   | 青龙车辆段                             | 48分钟                         |  |
|          | 5号线    | 2024年3月31日  | 2025年8月6日   | 吉印大道       | 方家营         | 30       | 37.4              | 50列6A   | 大校场车辆段 水长街停车场              | 63分钟                         |  |
|          | 7号线    | 2022年12月28日 | 2024年12月28日 | 西善桥         | 仙新路         | 27       | 35.7              | 53列6B   | 马家园车辆段 西善桥车辆段              | 62分钟                         |  |
|          | 10号线   | 2005年9月3日   | 2014年7月1日   | 安德门         | 雨山路         | 14       | 21.6              | 21列6A   | 城西路车辆段                           | 34分钟                         |  |
|          | S1号线   | 2014年7月1日   | 2018年5月26日  | 南京南站       | 空港新城江宁   | 9        | 35.8              | 15列6B   | 禄口新城南车辆段                       | 38分钟                         |  |
|          | S3号线   | 2017年12月6日  | -              | 南京南站       | 高家冲         | 19       | 39.2              | 24列6B   | 桥林车辆段                             | 50分钟                         |  |
|          | S4号线   | 2023年6月28日  | -              | 滁州高铁站     | 汊河           | 14       |                   | 14列4D   | 相官车辆段                             | 43分钟                         |  |
|          | S6号线   | 2021年12月28日 | -              | 马群           | 句容           | 13       | 43.59             | 33列4B   | 句容车辆段                             | 42分钟（慢车）；36分钟（快车） |  |
|          | S7号线   | 2018年5月26日  | -              | 空港新城江宁   | 无想山         | 9        | 30.2              | 11列4B   | 溧水车辆段                             | 30分钟                         |  |
|          | S8号线   | 2014年8月1日   | 2022年9月30日  | 长江大桥北     | 金牛湖         | 19       | 47.2              | 30列4B   | 大厂东车辆段                           | 54分钟                         |  |
|          | S9号线   | 2017年12月30日 | -              | 翔宇路南       | 高淳           | 6        | 52.4              | 12列3B   | 高淳车辆段                             | 40分钟（降速后）               |  |

#### 1号线
1号线是南北走向的主干线，2005年建成一期工程及西延线，2010年建成南延线，2014年西延线割接至10号线。2016年开建北延线，2022年建成通车。现行线路北起八卦洲大桥南站、南至中国药科大学站，全长45.4公里，设车站32座，全程用时约75分钟，平均运行速度约38公里每小时。
1号线在新街口站与2号线换乘，在南京站与3号线换乘，在安德门站与10号线换乘，在晓庄站与7号线换乘，在南京南站与3号线、S1号线、S3号线换乘。线路经南京城区的南北轴线中央路、中山路、中山南路一路南下，连接南京站、鼓楼、新街口、南京南站、江宁大学城等重要片区。
1号线配车67列，列车采用6辆A型车编组，设计最高速度80公里每小时。全天开行大交路（八卦洲大桥南站↔中国药科大学站）和小交路（八卦洲大桥南站↔河定桥站），大小交路以1:1的比例间隔发车。

#### 2号线
2号线是东西走向的主干线，2010年建成，2021年向西延伸至河西南地区。线路西起鱼嘴站、东至经天路站，全长43.35公里，设车站30座，全程用时约65分钟，平均运行速度约39公里每小时。
线路行经南京城区的东西轴线，连接河西、新街口、孝陵卫、仙林大学城等重要片区，在新街口站与1号线换乘，在大行宫站与3号线换乘，在螺塘路站与7号线换乘，在元通站与10号线换乘，在油坊桥站与S3号线换乘，在马群站与S6号线换乘。
2号线共配车59列，每列车采用6辆A型车编组，设计最高速度80公里每小时。2号线发车间隔在工作日早高峰期间为2分30秒，在晚高峰期间为3分36秒。

#### 3号线
3号线是南北走向的过江主干线，2015年4月建成。线路北起林场站，由隧道下穿长江，南至江宁区秣周东路站，全长44.87公里，设车站29座，全程用时约72分钟。线路行经浦口区、鼓楼区、玄武区、秦淮区、雨花台区和江宁区，在主城的走向与1号线大致平行。
3号线在泰冯路站与S8号线换乘，在五塘广场站与7号线换乘，在南京站与1号线换乘，在大行宫站与2号线换乘，在南京南站与1号线、S1号线、S3号线换乘。
3号线共配车46列，每列车采用6辆鼓形A型车编组，设计最高速度80公里每小时。3号线在高峰期开行大交路（林场站↔秣周东路站）和小交路（林场站↔胜太西路站），大小交路以1:1的比例间隔发车，在平峰期和低峰期只开行大交路。工作日早高峰时段（7:20-8:10），江北往江南方向行车间隔3分55秒，工作日和周末平峰行车间隔7分钟。

#### 4号线
4号线是东西走向的主干线，2017年1月建成。线路西起龙江站，由南京主城一路向东，北绕紫金山，进入麒麟新城，东至仙林湖站。根据当前规划，线路西端将延伸过江至规划中的余家营站，途径南京北站，东段将延伸至华侨城。
线路全长33.8千米，其中地下线32.3千米、高架线1.5千米；共设置18座车站，其中地下站17座、高架站1座；列车采用6节编组B型鼓形列车，设计最高时速100km/h，全程用时45分钟。全天开行大交路（龙江站↔仙林湖站）和小交路（龙江站↔东流站）套跑，大小交路以1:1的比例间隔发车。

#### 5号线
5号线是东南～西北走向的核心主干线，2024年3月31日开通位于江宁区的南段。2025年8月6日全线开通。线路北起方家营站、南至吉印大道站，全长37.4公里，设车站30座，全程用时约63分钟，平均旅行速度约37公里每小时。线路串联江宁、雨花台、秦淮、鼓楼等区，并连接下关、中山北路、新街口、夫子庙、东山等数个核心片区。车辆选型采用A型车，6辆编组，是南京首个以“双拥”为主题的线路，列车设计最高时速为80km/h。工作日早晚高峰开行大交路（方家营站↔吉印大道站）和小交路（方家营站↔科宁路站）套跑，大小交路以1:1的比例间隔发车。

#### 7号线
7号线是西南—东北走向的加密主干线，2022年12月建成北段，2023年12月建成南段，2024年12月建成中段，全线于2024年12月28日下午13点30分贯通运营。此前分为南北两段运营，北段线路西起幕府西路站，沿幕府西路、幕府东路、栖霞大道往东敷设，进入丁家庄、尧化门片区，东至仙新路站。南段线路北起应天大街站，南至西善桥站。最后建成的中段线路北起幕府西路站，南至应天大街站。
线路全长35.7km，全部为地下站，共设站27座，换乘站7座。车辆选型采用B型车，6辆编组，采用无人驾驶技术，列车设计最高时速为80km/h。

#### 10号线
10号线是东西走向的过江线路，在原1号线安德门站至奥体中心站的基础上向西延伸过江，2014年建成。
线路东起安德门站、西至雨山路站，全长21.6公里，设车站14座，全程用时约34分钟，平均旅行速度约38公里每小时。线路连接主城南部、河西、江心洲、江浦等片区，在安德门站与1号线换乘，在中胜站与7号线换乘，在元通站与2号线换乘。10号线共配车21列，每列车采用6辆A型车编组，设计最高速度80公里每小时。

#### S1号线
S1号线（又称“机场线”、“宁高城际一期”），是南京市南部的市域轨道交通快线与连接南京禄口国际机场的机场联络轨道系统，2014年建成，2018年向东延伸一站至空港新城·江宁站。
线路北起南京南站、南至空港新城江宁站，全长35.8公里，设车站9座，全程用时约35分钟，平均旅行速度约60公里每小时。线路连接南京南站、南部新城、将军山东麓、机场新城、禄口国际机场等地，在南京南站与1号线、3号线、S3号线换乘。S1号线共配车15列，每列车采用6辆B型车编组，设计最高速度100公里每小时。

#### S3号线
S3号线（又称“宁和城际”），是南京市城区西南部的市域轨道交通快线，2017年建成。
线路东起南京南站、西至高家冲站，全长36.22公里，设站19座，全程用时约50分钟，平均旅行速度约43公里每小时。线路连接南京南站、铁心桥、河西南部、桥林新城等片区，在南京南站与1号线、3号线、S1号线换乘，在油坊桥站与2号线换乘，在永初路站与7号线换乘。S3线共配车24列，每列车采用6辆B型车编组，设计最高速度100公里每小时。全天开行大交路（南京南站↔高家冲站）和小交路（南京南站↔刘村站）套跑，大小交路以1:1的比例间隔发车。

#### S4号线
S4号线（又称“宁滁城际”），是南京市城区西北部连接安徽省滁州市的市域轨道交通快线，2023年建成滁州段（除腰铺、担子、水口、相官、张堡五站外），南京段建设中。线路西起滁州高铁站，东至汊河站，全长46.2公里，设站14座，配车14列，每列车采用4辆市域D型车编组，设计最高速度140公里每小时。线路滁州段为滁州市滁宁城际铁路开发建设有限公司建设，目前线路由滁州市轨道交通运营有限公司运营。

#### S6号线
S6号线（又称“宁句城际”），是南京市城区东南部连接镇江市句容市的市域轨道交通快线，2021年建成。
线路西起马群站，途径麒麟、汤山、黄梅等片区，出南京后进入句容北部新城、句容城区，终于句容高铁站，全长43.59km，共设车站13座，其中地下站7座，高架站6座。车辆采用市域B型车4节编组（预留6节编组条件），列车最高运行速度为120km/h。本线路首次采用快慢车模式，其中快车36分钟句容直达马群，换乘2号线后另加24分钟（总共1小时）可一路抵达市中心新街口。

#### S7号线
S7号线（又称“宁溧城际”），是连接溧水区和南京主城的市域轨道交通快线。2018年建成。
S7号线由S1号线空港新城·江宁站引出，经溧水区的柘塘、乌山镇后沿溧水城区主干道秦淮大道向南铺设，至无想山站。全长30.8公里，设车站9座，设计最高运营速度100公里每小时，S7号线列车采用4辆B型车编组，预留与S1号线直通运行以及6辆B型车编组条件。

#### S8号线
S8号线（又称“宁天城际”），是南京市江北地区的市域轨道交通快线，2014年建成。2022年向南延伸两站至长江大桥北站。
S8号线南起长江大桥北、北至金牛湖，连接桥北、大厂、六合等长江以北地区。全长45.2公里，设车站17座，全程用时约51分钟，平均出行速度约53公里每小时。S8号线共配车26列，列车采用4辆B型车编组，设计最高速度120公里每小时。全天开行大交路（长江大桥北站↔金牛湖站）和小交路（长江大桥北站↔方州广场站）套跑，大小交路以1:1的比例间隔发车。

#### S9号线
S9号线（又称“宁高城际二期”），是连接高淳区和南京主城的市域轨道交通快线。2017年建成。
S9号线由S1号线翔宇路南站引出，沿宁高公路向南铺设，经溧水石湫、跨石臼湖至高淳区。全长52.4公里，设车站6座，设计最高运营速度120公里每小时，降速前全程用时约36分钟，平均出行速度约88公里每小时。S9号线共配车12列，列车采用3辆B型车编组。

### 票务
| 南京地铁单程票价格—里程表（自2019年3月31日起实行）                    | 南京地铁单程票价格—里程表（自2019年3月31日起实行） | 南京地铁单程票价格—里程表（自2019年3月31日起实行） | 南京地铁单程票价格—里程表（自2019年3月31日起实行） | 南京地铁单程票价格—里程表（自2019年3月31日起实行） | 南京地铁单程票价格—里程表（自2019年3月31日起实行） | 南京地铁单程票价格—里程表（自2019年3月31日起实行） | 南京地铁单程票价格—里程表（自2019年3月31日起实行） | 南京地铁单程票价格—里程表（自2019年3月31日起实行） | 南京地铁单程票价格—里程表（自2019年3月31日起实行） | 南京地铁单程票价格—里程表（自2019年3月31日起实行） | 南京地铁单程票价格—里程表（自2019年3月31日起实行） | 南京地铁单程票价格—里程表（自2019年3月31日起实行） | 南京地铁单程票价格—里程表（自2019年3月31日起实行） | 南京地铁单程票价格—里程表（自2019年3月31日起实行） |
| --------------------------------------------------------------------- | -------------------------------------------------- | -------------------------------------------------- | -------------------------------------------------- | -------------------------------------------------- | -------------------------------------------------- | -------------------------------------------------- | -------------------------------------------------- | -------------------------------------------------- | -------------------------------------------------- | -------------------------------------------------- | -------------------------------------------------- | -------------------------------------------------- | -------------------------------------------------- | -------------------------------------------------- |
| 票价                                                                  | ¥2                                                 | ¥3                                                 | ¥4                                                 | ¥5                                                 | ¥6                                                 | ¥7                                                 | ¥8                                                 | ¥9                                                 | ¥10                                                | ¥11                                                | ¥12                                                | ¥13                                                | ¥14                                                | ¥15                                                |
| 乘坐里程(km)                                                          | 0~4                                                | 4~9                                                | 9~14                                               | 14~21                                              | 21~28                                              | 28~37                                              | 37~48                                              | 48~61                                              | 61~76                                              | 76~91                                              | 91~106                                             | 106~121                                            | 121~136                                            | 136~151                                            |
| 目前南京地铁系统内距离最长的两站为金牛湖站和高淳站，里程约为148.4公里 |                                                    |                                                    |                                                    |                                                    |                                                    |                                                    |                                                    |                                                    |                                                    |                                                    |                                                    |                                                    |                                                    |                                                    |

| 储值卡乘车优惠 | 储值卡乘车优惠 |
| 当月已消费金额 | 优惠幅度       |
| -------------- | -------------- |
| 0元-150元      | 95折           |
| 150元-200元    | 9折            |
| 200元-300元    | 8折            |
| 超过300元      | 95折           |

南京地铁建成初期曾按乘坐区间数量计算票价，2元可乘1站至8站（包括上车站，下同），3元可乘9站至12站，13站及以上4元封顶。2014年7月1日改为按乘坐里程计算票价，单程票起步价2元可乘10公里，若乘坐里程超过10公里，票价每增加1元可乘坐里程分别增加6、6、8、8、10、10、12、14公里，即：3元可乘10公里以上至16公里，4元可乘16公里以上至22公里，5元可乘22公里以上至30公里，6元可乘30公里以上至38公里，7元可乘坐38公里以上至48公里，8元可乘坐48公里以上至58公里，9元可乘坐58公里以上至70公里，自10元起票价每增加1元可多乘坐14公里，上不封顶。在2014年底北京地铁结束2元一票制之后，南京地铁成为全国票价最低的地铁（且起步价2元可乘坐里程数亦为全国最长）。但由于地铁运营年份增加、运营线路里程增长等原因，加上早期线路设备设施逐渐老化，地铁运营和维护成本激增，为此南京市物价局决定于2018年12月中旬召开地铁票价调整听证会。
当两站间存在多条路径时，以最短路径里程作为计价依据。例如乘坐1号线的南京南站-新街口区间的票价为2元，而距离稍短的南京南站-张府园区间票价则为3元，这是因为实际计价时，南京南站-新街口区间按乘坐3号线到达大行宫站后换乘2号线到达新街口站的里程计价。
根据南京市发展改革委员会于2019年2月2日下发的文件（宁发改服价字『2019』73号），南京地铁自2019年3月31日起施行新票价，并取消地铁月卡；同时，南京地铁也保留发行定期票和计次票的权限。
2017年12月30日S9号线开通后，南京地铁两站间的最长里程是金牛湖站至高淳站约148.4公里，因此南京地铁单程票实际最高票价为15元。
南京地铁自2014年7月1日起开始发售记次卡，有月卡、双月卡和季卡三种优惠卡，试行2年。月卡有效期即每个自然月，最多可乘坐次数等于有效期（该月）内工作日天数的两倍，该卡售价为最多可乘坐次数乘4元，每次乘坐不限里程，比较适合长途通勤乘客。双月卡、季卡的售价和使用次数的计算方法和月卡相同，双月卡有效期为每单月起连续两个自然月，季卡有效期为每个季度（3个自然月）。三种计次卡均在有效期开始之前一个月的15日至月底预售。
试行期间，双月卡、季卡购买人数少，利用率低，为防止资源浪费，经市政府同意，南京地铁在优惠卡试行期满后对发行方式进行调整，停止发行双月卡和季卡两种优惠卡。
自2019年3月31日起，经南京市发展改革委员会批复，南京地铁停止发行地铁月卡，并实行成人储值卡乘坐地铁的每月累积优惠政策，月底清零。在每个自然月内，成人凭储值卡乘坐地铁消费150元以下的，享受9.5折票价优惠；150元-200元之间的，9折优惠；200元-300元之间的，8折优惠；超过300元的，恢复9.5折优惠。同时，特定人群凭证件可以免费乘坐地铁，包括：离休干部，残疾军人，残疾警察，盲人，现役军人，离退休军人，优抚对象，江苏省无偿献血奉献奖获得者，江苏省无偿捐献干细胞奖获得者，无偿献血志愿服务终身荣誉奖，以及其他按法律法规可以免费乘坐公交工具的人群。
一般的成人乘客可以使用储值卡，如“金陵通”卡、南京市民卡或江苏交通一卡通刷卡进站，2020年苏宁金融开启了电子版江苏交通一卡通金陵通，票价9.5折。使用学生卡、市民诚信卡的乘客，以及使用“南京市民卡”的60岁至69岁的乘客可以半价乘坐，使用“金陵通”敬老卡或“南京市民卡”的70岁以上乘客免费乘坐，每名付费乘客可免费携带一位身高1.30米以下的儿童。乘客可在300分钟内任意换乘，在出站时以乘坐的总里程计算收费金额，不需重新计费。另外南京地铁同时推进闸机改造工作，在每台闸机上加装二维码扫描器。2018年12月20日，南京地铁在部分车站的闸机测试扫码进站服务，之后于12月26日实现全系统试运行，12月31日正式运行。乘客可使用支付宝、银联闪付两种支付方式刷码进站。2019年5月22日起，上海地铁、杭州地铁、合肥轨道交通官方客户端也可以直接扫码乘坐南京地铁。2020年，南京地铁支持苏宁支付扫码过闸。2022年4月15日，南京地铁APP“与宁同行”正式上线，涵盖扫码乘车、站点信息、末班查询等基础出行服务，同时全面整合了互联互通、站内导航、电子发票等服务。

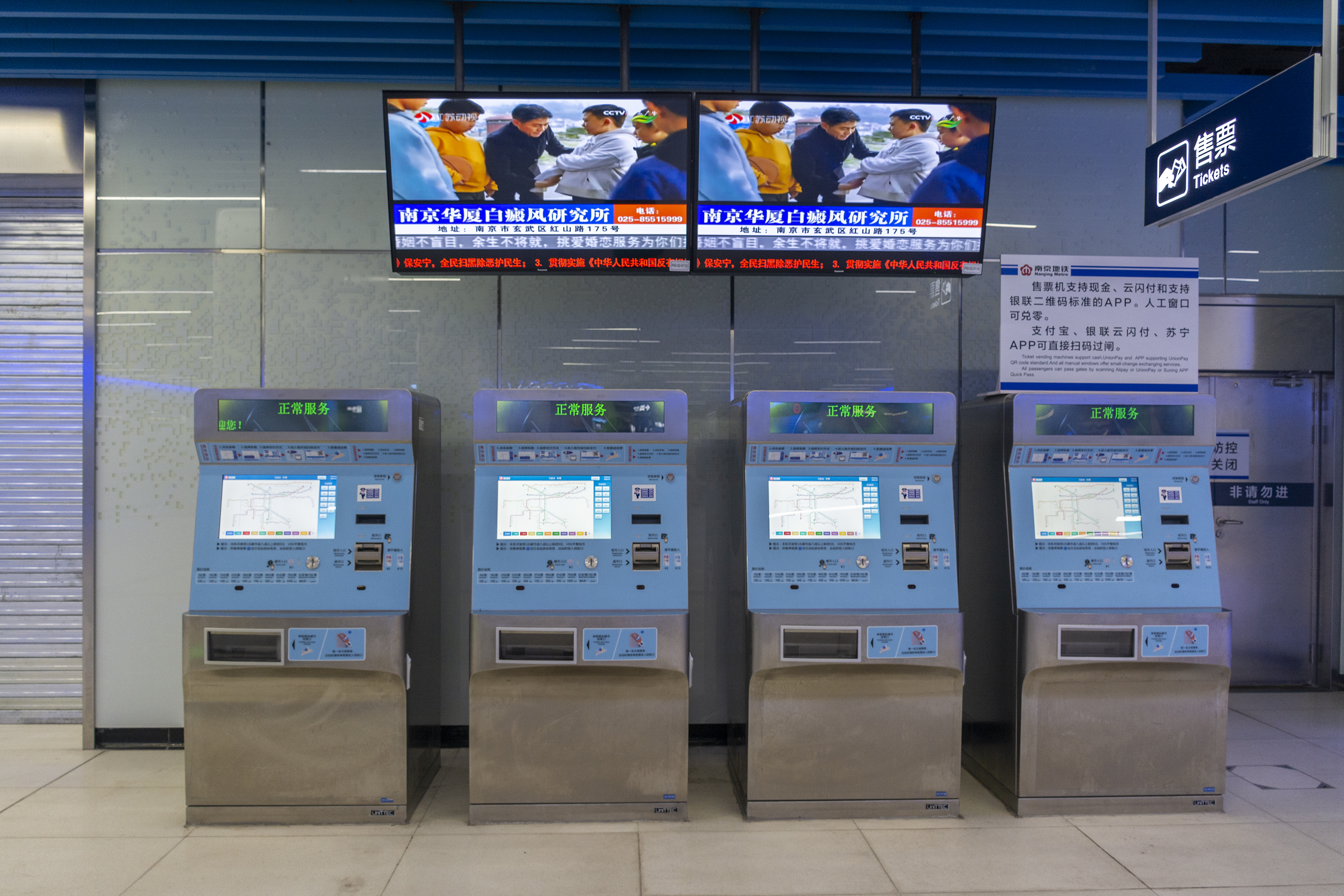
鱼嘴站内的自动售票机（新款）
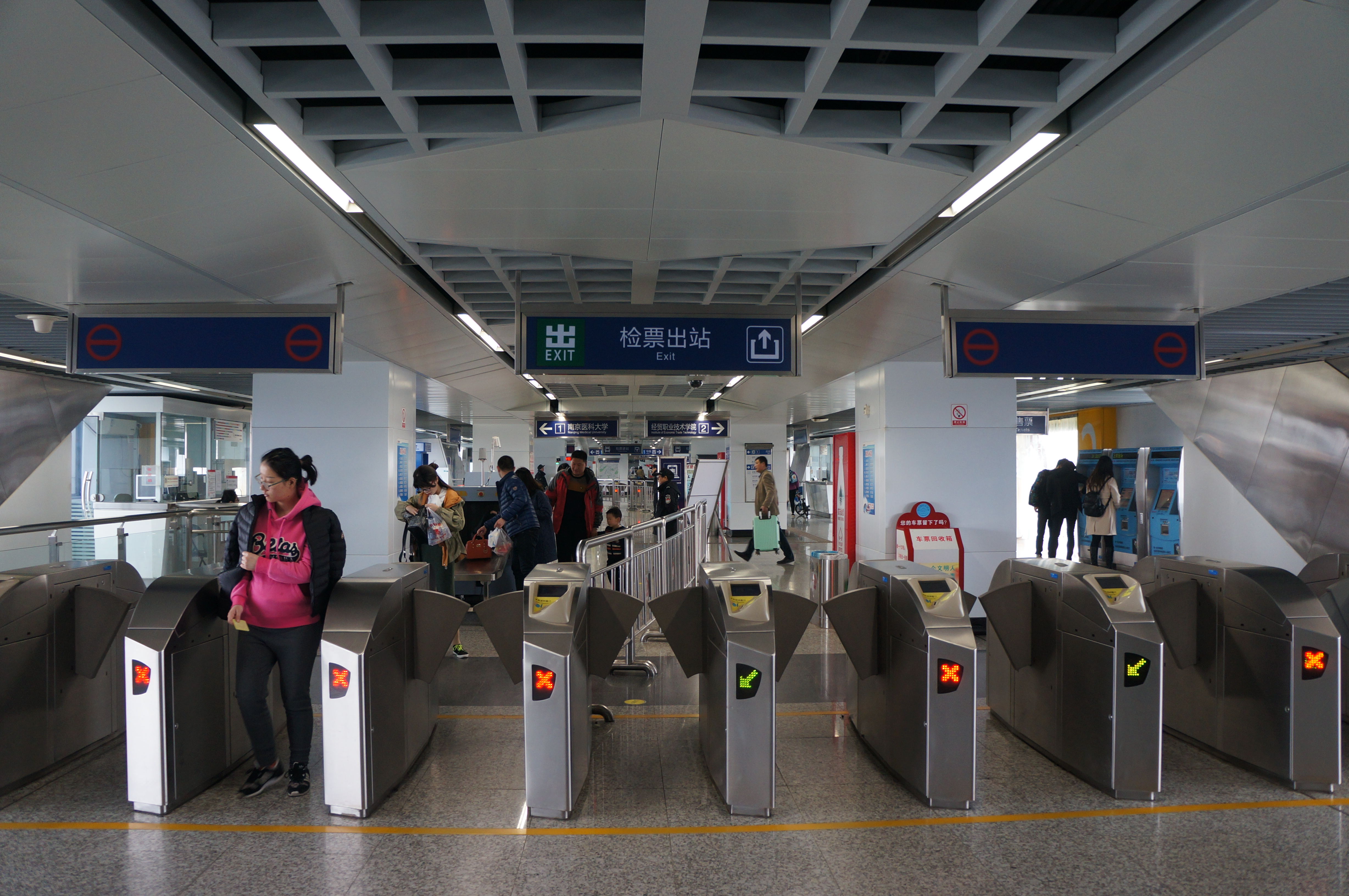
进出站闸机（旧款）
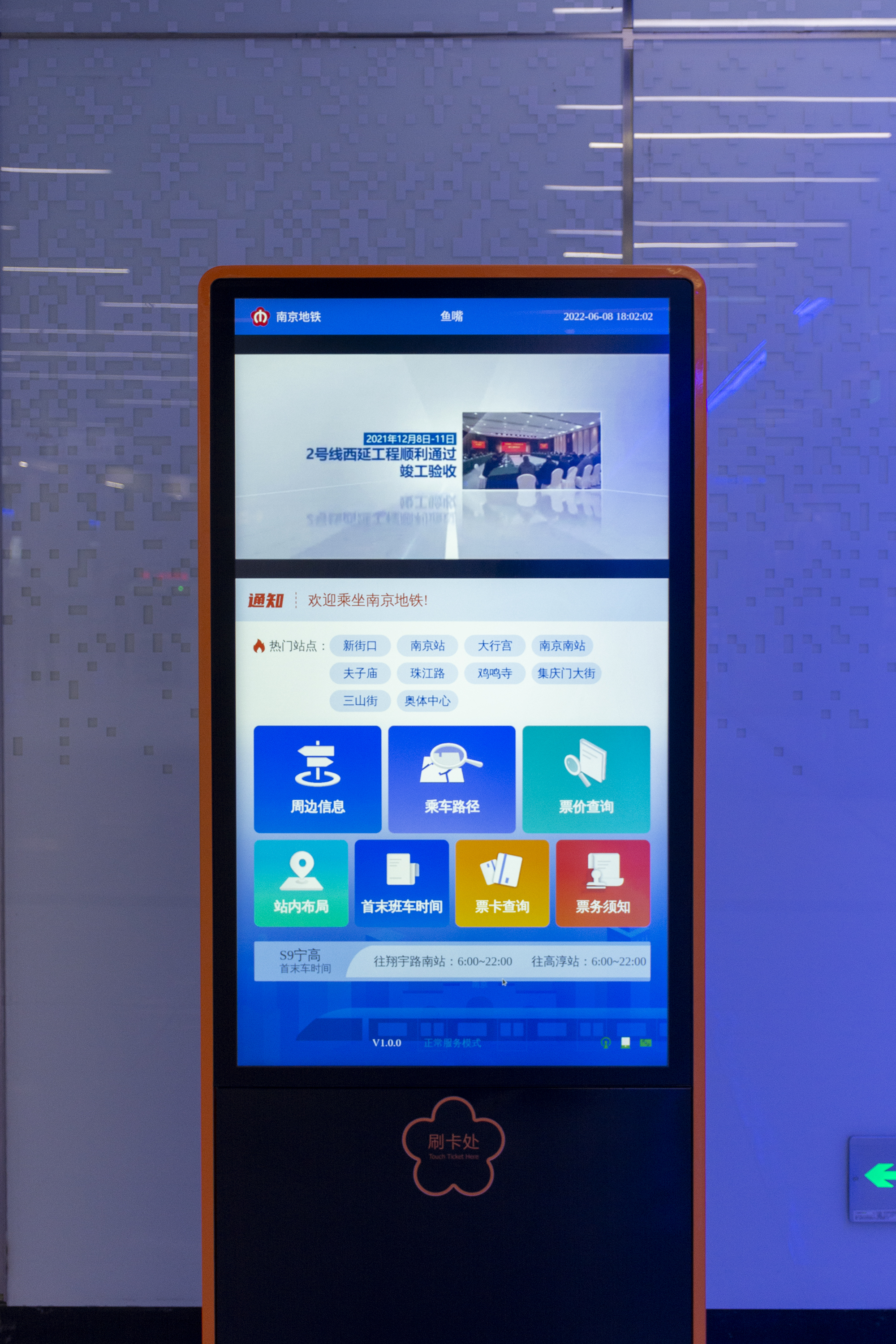
新线站点内设置的自助查询机
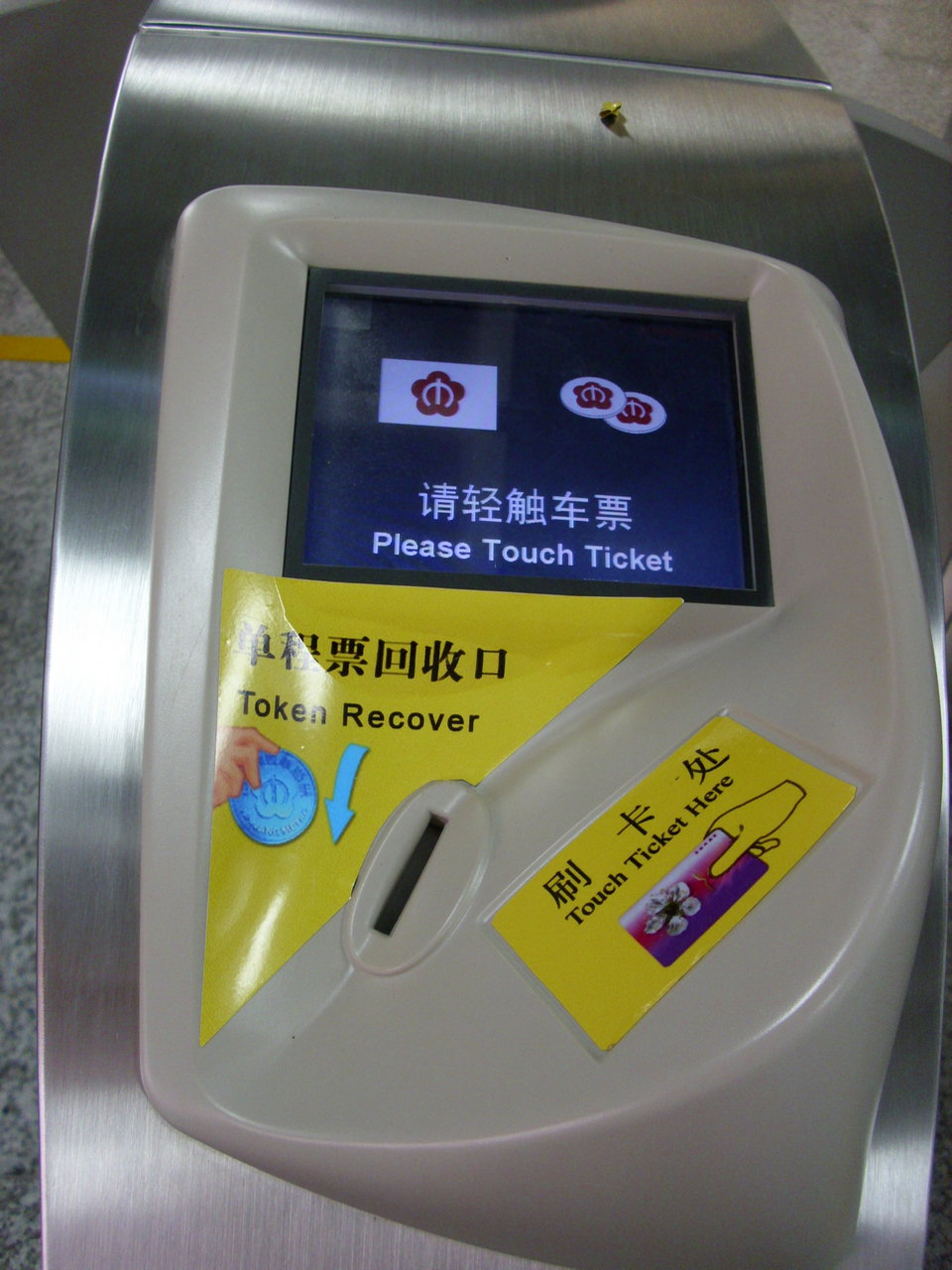
出站闸机特写
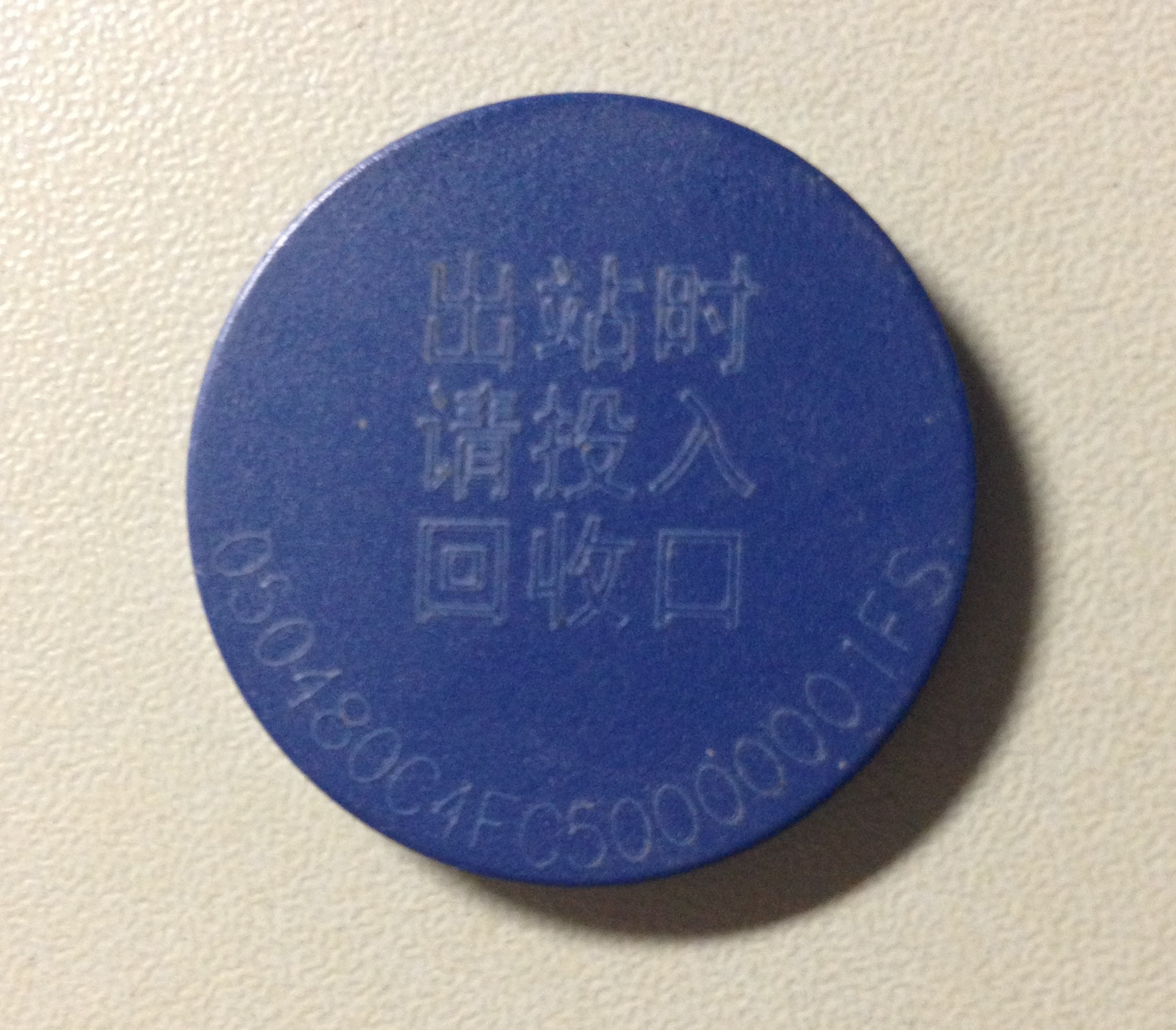
单程票（背面）

### 客流
| 年份                 | 年总客运量（亿人次） | 日均客运量（万人次） |
| -------------------- | -------------------- | -------------------- |
| 2005（9月3日至年终） | 0.1621               | 13.5                 |
| 2006                 | 0.5798               | 15.88                |
| 2007                 | 0.8016               | 21.96                |
| 2008                 | 1.0379               | 28.35                |
| 2009                 | 1.1353               | 31.08                |
| 2010                 | 2.14594              | 58.46                |
| 2011                 | 3.43701              | 94.16                |
| 2012                 | 4.00626              | 109.4                |
| 2013                 | 4.5216               | 123.8                |
| 2014                 | 5.03                 | 137.7                |
| 2015                 | 7.1654               | 196.3                |
| 2016                 | 8.3067               | 226.9                |
| 2017                 | 9.7741               | 267.8                |
| 2018                 | 11.15                | 305.48               |
| 2019                 | 11.52                | 315.29               |
| 2020                 | 7.98                 | 218.6                |
| 2023                 | 10.06                | 275.5                |
| 2024                 | 10.92                | 299.3                |

## 建设历程

### 规划历史
|        | 制定时间 | 规划名称                                                  | 线路数量 | 总里程    | 备注                                                                                       |
| ------ | -------- | --------------------------------------------------------- | -------- | --------- | ------------------------------------------------------------------------------------------ |
| 第一轮 | 1995年   | 《南京市城市总体规划（1991-2010）》                       | 8条      |           | 4条地铁、3条轻轨、1条市郊铁路。1995年获国务院批准。                                        |
| 第二轮 | 1999年   | 《南京城市快速轨道交通线网规划》                          | 11条     | 地铁137km | 6条地铁、2条地铁支线、3条轻轨。                                                            |
| 第三轮 | 2002年   | 《南京城市轨道交通线网规划》                              | 10条     | 370km     | 2003年1月由南京市人民政府批准。                                                            |
| 第四轮 | 2003年   | 《南京城市轨道交通线网规划（调整）》                      | 13条     | 433km     | 9条地铁、4条轻轨。                                                                         |
| 第五轮 | 2005年   | 《南京市城市快速轨道交通建设规划（2004-2015）》           | 22条     | 775km     | 14条城市轨道、8条都市圈轨道                                                                |
| 第五轮 | 2012年   | 《江苏省沿江城市群城际轨道交通网规划》                    | 5条      | 198.9km   | 5条都市圈轨道（南京-高淳、南京-和县一期、南京-天长、南京-句容、南京-仪征）                 |
| 第六轮 | 2015年   | 《南京城市轨道交通第二期建设规划（2015~2020年）》         | 8条      | 157.2km   | 8条城市轨道（1号线北延、2号线西延、3号线三期、5号线、6号线、7号线、9号线一期和10号线二期） |
| 第六轮 | 2016年   | 《南京城市轨道交通第二期建设规划调整方案（2016~2021年）》 | 3条      | 39.2km    | 3条城市轨道（4号线二期、11号线一期和S8线南延工程）                                         |

自2015年1月12日，国家发改委发布《国家发展改革委关于加强城市轨道交通规划建设管理的通知》后，南京地铁的正式建设规划严格按期上报报批，此前获得批复的线路规划则统称为“第一期建设规划”。2020年8月24日，南京市城市轨道交通第三期建设规划（也被称作“十四五规划”）环境影响评价第一次公示。2022年8月30日，《南京市城市轨道交通第三期建设规划（2023-2028年）》省内初审会召开。2023年1月9日，第三期建设规划环境影响评价第二次公示，对原方案做出了调整。

南京地铁建设历史示意图（未包括S6号线及其之后通车的线路）

#### 首条地铁
建设南京地铁的动议始于1984年的市人大代表提案。1986年4月，南京市成立综合交通规划领导小组，下设地下铁道专业组，地铁建设的前期工作正式启动。地铁专业组1986年12月编制出《南京市地铁线路规划初步方案》，在此基础上形成南北线（小行—燕子矶）、东西线和西北·东南斜线3条线路组成的城区三角形线网方案。1993年修编的《南京城市总体规划》在城区新增1条线路，并在外围规划了3条轻轨（浦口至大厂、浦口至珠江镇、长途南站至新机场）和1条市郊铁路（至龙潭）。1999年编制的《南京城市快速轨道交通线网规划》进一步规划了6条地铁线、2条地铁支线和3条轻轨线。
南京地铁早期规划中的南北线（即现1号线）一期工程的线位和站位很早就已经确定。1990年2月12日，南京市地下铁道工程筹建处成立，1992年开始建设三山街试验站，1993年因国家宏观调控停工。1994年，国家计委批准南京市地铁“预立项”，经过1995年国务院全面暂停审批国内城市地铁项目的曲折，南北线（1号线）一期工程（小行至迈皋桥）最终于1999年正式获得批准开工。2000年5月三山街试验站复工，12月12日1号线正式开工。因中华人民共和国第十届运动会确定由江苏省在南京的河西地区举办，南京市2002年上报将线路从小行西延至河西的南京奥体中心，西延线获批后即于10月开工。2005年9月3日，1号线一期工程及西延线建成试运营，一年后结束试运营开始正式运营。线路北起迈皋桥站、西至奥体中心站，设16座车站，全长21.72公里。南京地铁1号线的开通，使南京成为继北京、天津、上海、广州、长春、大连、武汉、深圳、重庆之后中国大陆第10个建成并运营轨道交通系统的城市。

#### 地铁成网

建设中的2号线马群站（2009年）

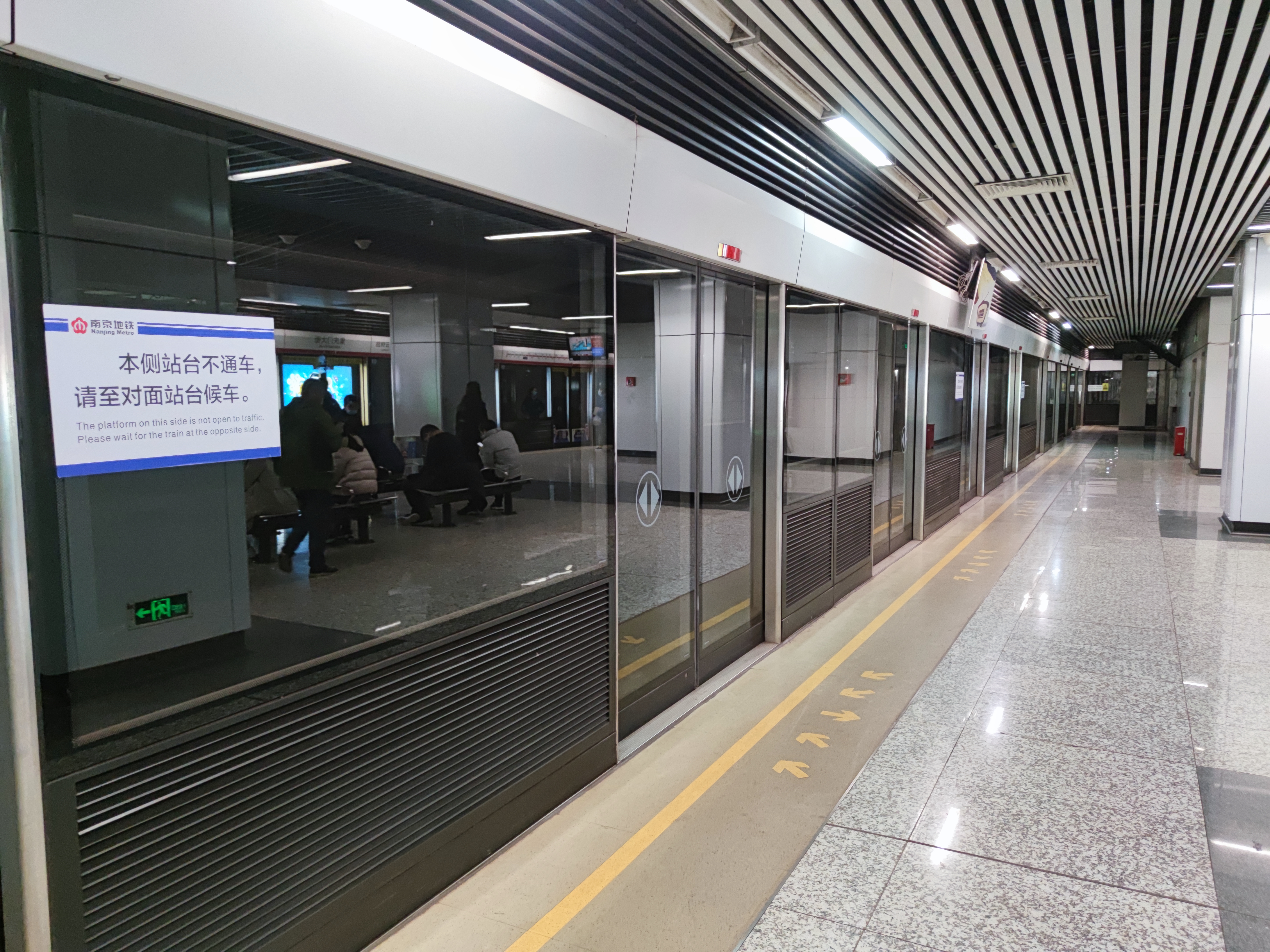
集庆门大街站西侧的预留站台，该站台原计划作为2号线西延过江线站台使用，因地质原因废弃。该侧站台目前仅在特殊情况下使用。

2003年编制的《南京城市轨道交通线网规划》较之前的版本发生了重大变化，最终版本规划了9条地铁线、4条轻轨线共13条线路。城区的1、2、3号线继承自旧版规划，4、5、6、7则是新规划的线路，其中6号线为环线。根据规划，南京地铁应在2010年建成1号线、2号线，组成的“十字”框架，到2020年建成1、2、3、4组成的“井”字框架，在远期实现包括环线在内的轨道交通网络。这一规划还确定了4条地铁过江的线位。2005年1号线通车运营后，地铁2号线和1号线南延线先后开工，南京地铁进入第二轮建设时期。
2号线的雏形是早期规划中的东西线，该线横贯主城区的东西轴线，向东与仙林副城相连，向西连接河西副城，并规划过江通往江浦。2003年12月28日，奥体东站（当时工程名为“向兴路站”）配合河西景观大道施工提前进行。2005年12月28日，2号线试验段在兴隆大街站（当时工程名为“所街站”）动工。2006年5月1日，一期工程（油坊桥站—马群站）正式开工，设站19座，长25.27公里。在南京市和仙林新市区的推动下，2号线东延线于2007年10月7日开工，自马群站向东延伸5站至羊山公园站，之后又决定继续东延2站至经天路站。但是，由于2号线河西段在集庆门大街站施工过程中出现地质问题，为规避风险，2号线原先的过江规划与规划中的地铁环线取消，2号线走向改为沿河西新城主干道江东中路南下，在雨润大街站转向西南，最终抵达油坊桥站。这一改动甚至深刻影响了接下来南京地铁系统的新一轮线网规划与建设。2010年5月28日，2号线一期和东延工程同步开通，全线设26站，西起油坊桥、东至经天路，全长37.80公里。
1号线南延线是连接主城和江宁区的重要线路，北起主城南部，向南经国铁南京南站，折向东南与与江宁东山新市区相连。2006年11月20日，1号线南延线试验段在河定桥站提前开工。2007年3月1日，南延线全面开工，线路自1号线安德门站引出后设站12座至东山新市区东南的龙眠大道站，长18.01公里。2008年5月，1号线南延线延伸段开工，自龙眠大道站向南延伸6.5公里增设3站进入江宁大学城。2010年5月28日，1号线南延线和延伸段工程同步开通，北起安德门站、南至中国药科大学站，全线设站15座，全长25.08公里。1号线南延线与1号线贯通，成Y字分岔运行。
2010年5月28日，2号线和1号线南延线同日开通后，南京地铁运营里程增加到84.75公里。1号线、1号线南延线和2号线组成十字线网框架，南京地铁进入网络化运营时代。

#### 框架扩展
2010年，南京获得2014年夏季青年奥林匹克运动会举办资格，极大推动了南京地铁事业的发展。
为连接各青奥场馆与机场，南京市政府为此修建了10号线、S1号线与S8号线。
10号线原名1号线西延过江线，为连接青奥会主场馆南京奥体中心的线路。10号线从原1号线西延线终点站奥体中心站引出，下穿长江至江浦，新建线路14.4公里、新建车站10座（包括安德门站）。2010年1月10日西延过江线试验段开工，5月改称10号线一期工程，12月18日全面开工。2014年6月，原1号线小行站至奥体中心站停运改造割接至10号线。2014年7月1日，10号线一期工程正式通车运营。
S1号线（即宁高城际一期工程），又名“机场线”，北起国铁南京南站，南至南京禄口国际机场。其雏形是1993年编制的《南京城市总体规划》中规划的机场轻轨线，在后续版本的规划中，机场线的名称和具体线位多有变化。2012年4月，国家发改委批准《江苏省沿江城市群城际轨道交通网规划》，机场线获批以“南京至高淳线南京南站至禄口机场段”的名义进行建设。2011年12月27日，在禄口举行试验段开工仪式，2014年7月1日正式通车运营。
S8号线一期工程，为连接青奥会帆船项目举办地金牛湖的市域快线。南起泰山新村、北至金牛湖，连接六合、大厂、桥北、珠江、桥林等南京长江大桥以北地区，全长45.2公里，设17座车站。2012年6月21日开工，2014年8月1日正式通车运营。
举办青奥会的同时，南京主城区的地铁线网也逐步加密。2010年12月28日，下穿长江，连接南京站、南京南站、林场站3座铁路车站，可与1号线、2号线、S1号线、S8号线等多条地铁线路换乘的南北干线3号线全线动工，于2015年4月1日正式建成通车。线路全长44.87千米，设29座车站。
2011年12月27日，东起仙林湖站，西至龙江站，横穿主城和仙林新市区的东西干线4号线试验段开工，2012年12月全线开工。2017年1月18日，4号线全线通车运营。全长33.75公里，设车站18座。随着4号线的开通，南京地铁网络在主城区形成“井”字形框架。

#### 向郊区与都市圈其他城市延伸

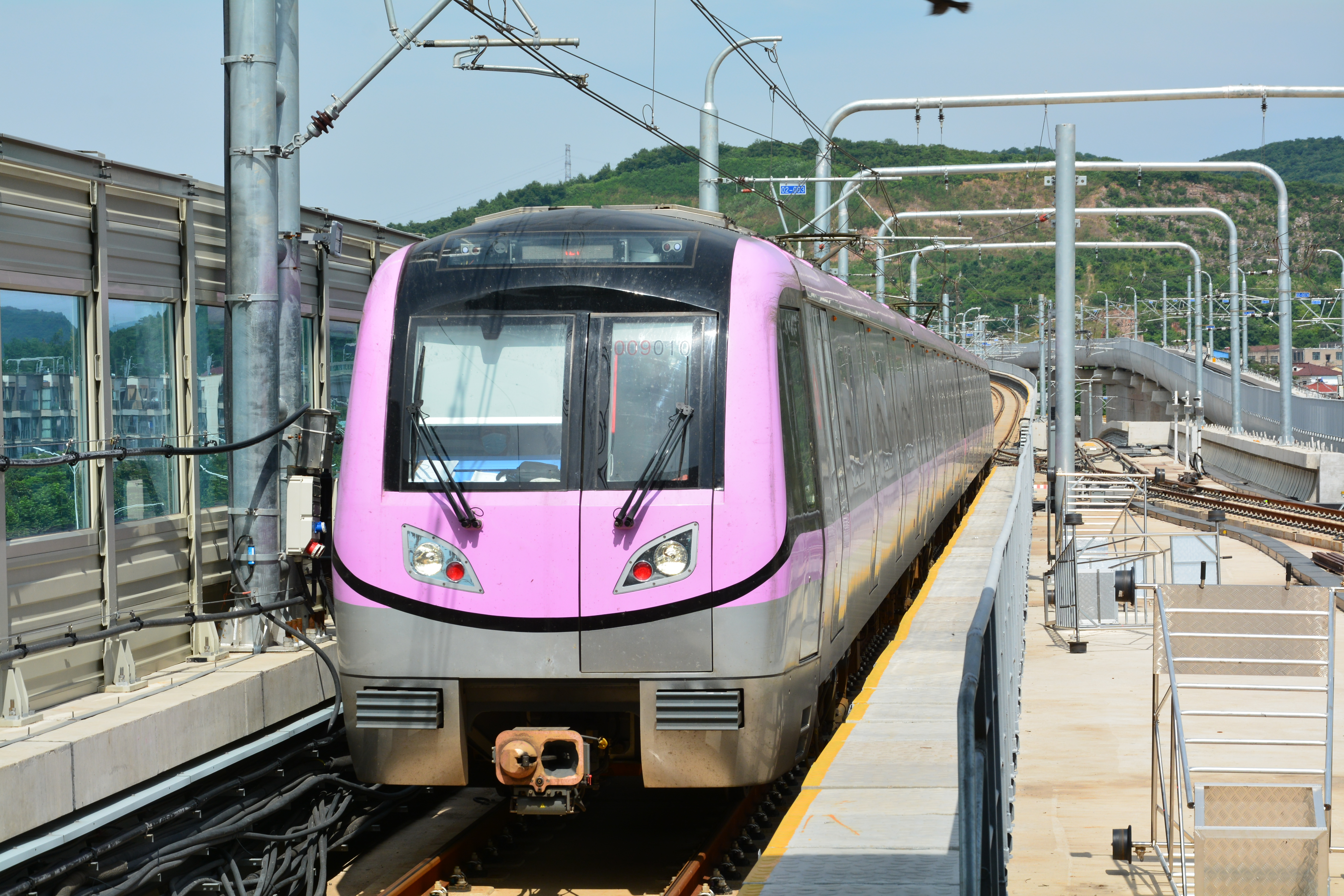
S6号线列车进入东郊小镇站。S6号线为南京地铁网络中的第一条跨市轨道交通。

在主城区线网加密的同时，南京地铁系统线网也逐步向市区所辖郊区延伸。向郊区拓展的线路主要有S3号线、S7号线与S9号线。
2012年5月2日，《江苏省沿江城市群城际轨道交通网规划（2012—2020年）》获得国家发改委批复，其中包含南京至句容线（宁句线）、南京经仪征至扬州线（宁仪扬线），于当年12月又获批可在“十二五”（2011年至2015年）期间提前建设。由于这两条线路需要跨市合作建设，两线至2015年底仍处于前期准备阶段。
2015年5月，《南京市城市轨道交通第二期建设规划（2015～2020年）》获得国家发改委批复，南京市在2015年至2020年将动工修建8条地铁线路，共215.7公里，分别为：1号线北延线（迈皋桥站延伸至二桥公园站，长7.2公里，设5座地下车站）、3号线三期（秣周东路站至秣陵街道站，长3.3km，设2座地下车站）、4号线二期（珍珠泉站至龙江站，长10.7km，设6座车站）、5号线（吉印大道站至方家营站，长37.5公里，设30座车站）、6号线（栖霞山站至南京南站，全长34.8km，设18座车站）、7号线（西善桥站至仙新路站，长35.7km，设27座车站）、9号线一期（江苏大剧院·宪法广场站至红山新城，长18.0km，设16座车站）、10号线二期（安德门站延伸至东麒路站，长12.1km，设7座车站）、11号线一期（马骡圩站至浦洲路站，长27.0km，设20座车站）。其中，原计划3号线三期工程部分区间已经在上一轮建设中提前实施并通车，5号线在2015年进行地质勘查、文物保护审批等准备工作。
2015年10月，《南京市（江北新区）轨道交通近期建设规划（2016—2020）环境影响报告书》进行公示。根据该报告书，南京市计划于2020年前在江北新区开工建设3条地铁线路，共42.6公里，分别为：11号线一期（马骡圩站至浦洲路站，长27.0km）、4号线二期（珍珠泉站至龙江站，长10.7km）、S8号线南延（长江大桥北站至泰山新村站，长4.9km）。该建设规划已于2016年11月1日获批。。
2012年12月27日，连接河西南与浦口桥林地区的S3号线一期工程河西试验段开工。2014年，连接禄口机场与溧水主城区的S7号线与连接溧水石湫与高淳区的S9号线分别开工。
2017年12月6日，S3号线（即宁和城际）一期工程正式通车运营。S3号线全长36.26公里，设车站19座。
2017年12月30日，S9号线正式通车运营。S9号线全长52.4公里，设站6座。
2018年5月26日，S7号线正式通车运营。线路全长30.2公里，设站9座。至此，南京地铁成为中国大陆首个拓展至所在市所有辖区的地铁网络。
2021年12月28日，连接句容的S6号线正式通车运营。至此，南京地铁网络首次突破南京市辖区，进入南京都市圈其他城市；同时，连接河西南地区的2号线西延线同步建成通车。
2022年9月30日，S8号线南延开通运营；12月28日，连接城北片区的1号线北延线及7号线北段开通运营。
2023年6月28日，连接滁州的S4号线滁州段除张堡外正式通车运营；12月28日，7号线南段开通运营。
2024年3月31日，5号线南段（江宁段）正式开通运营；12月28日，7号线中段开通运营，南北段实现贯通。
2025年1月1日至3月11日，南京地铁5号线南段暂停运营。3月12日起，南京地铁5号线南段恢复常态运营。
2025年8月6日，5号线北段暨全线正式开通运营。

## 未来建设

### 在建线路
|                  |                |              |                       |                |          |                   |              |                           |                |          |          |
| 线路名称         | 线路名称       | 预计开通日期 | 起点站／终点站        | 起点站／终点站 | 车站数目 | 运营长度 （公里） | 车型编组     | 车辆段 / 停车场           | 开工日期       | 当前进度 | 备注     |
|                  | 3号线三期      | 2025年       | 秣周东路              | 秣陵           | 2        | 4.12              | 6A           |                           | 2021年         | 全面土建 |          |
|                  | 4号线二期      | 2027年       | 龙江                  | 珍珠泉         | 6        | 9.7               | 6B           | 青龙车辆段 珍珠泉停车场   | 2020年         | 全面土建 |          |
|                  | 6号线          | 2026年       | 南京南站              | 栖霞山         | 19       | 34.8              | 6B           | 栖霞山车辆段 双龙街停车场 | 2019年12月28日 | 全面土建 | [ 註 1 ] |
|                  | 9号线一期      | 2026年       | 江苏大剧院 · 宪法公园 | 红山新城       | 16       | 18.0              | 6B           | 曹后村车辆段              | 2020年3月8日   | 全面土建 |          |
|                  | 10号线二期     | 2025年       | 安德门                | 东麒路         | 7        | 12.1              | 6A           | 王武庄车辆段 城西路停车场 | 2020年         | 全面土建 | [ 註 2 ] |
|                  | 11号线一期     | 有待确定     | 浦洲路                | 马骡圩         | 20       | 26.7              | 6A           | 石塘南车辆段              | 2021年11月30日 | 全面土建 |          |
|                  | S2号线马鞍山段 | 2026年       | 慈湖高新区            | 太白           | 12       | 27.5              | 6B（市域）   | 铜井车辆基地 当涂南车辆段 | 2020年12月30日 | 全面土建 |          |
| S2号线南京段一期 | 西善桥         | 2026年       | 慈湖高新区            | 8              | 26.5     | 2021年12月28日    | 6B（市域）   | 铜井车辆基地 当涂南车辆段 |                | 全面土建 |          |
|                  | S4号线南京段   | 有待确定     | 汊河                  | 南京北站       | 3        | 5.7               | 4D           |                           | 2021年12月28日 | 开工     | [ 註 3 ] |
|                  | S5号线         | 有待确定     | 仙林湖                | 扬州西站       | 16       | 57.84             | 4A（远期6A） |                           | 2021年12月28日 | 开工     |          |

1. ↑  计划与南京地铁S1号线贯通运营
2. ↑  分为两个标段，TA02标顺利开工[57]
3. ↑  由滁州市轨道交通运营有限公司运营

现所有在建线路均为第二期建设规划（以及第二期建设规划调整方案）中获批的线路，第二期建设规划线路也也已全部开工。

### 已批覆未建设線路
| 线路名称           | 规划区间              | 车站 数量 | 里程 km | 状态         | 列车 编组 | 备注                                                          |
| ------------------ | --------------------- | --------- | ------- | ------------ | --------- | ------------------------------------------------------------- |
| █ 18号线           | 南京北站 - 禄口机场   | 13        | 66      | 已批复       | D型列車   | 计划与S4号线贯通运营 列入《长江三角洲地区多层次轨道交通规划》 |
| █ S6号线西延       | 南京农业大学 - 马群   | 4         | 7.3     | 已批复       | 4B/6B     | 列入《长江三角洲地区多层次轨道交通规划》                      |
| █ S6号线句容段延伸 | 句容 - 茅山           |           | 21      | 已批复未建设 | 4B/6B     |                                                               |
| █ S8号线天长段     | 金牛湖 - （天长城区） |           | 26      | 已批复未建设 | 4B        |                                                               |

### 近期建设规划
南京地铁新一轮市域快轨规划计划从运营和网络两个层面进行提升和优化，规划形成串联枢纽、融入中心的发展格局。
市域线形成“九射、一联”的线网格局，总规模约630公里。其中，S6号线线计划与13号线贯通，构建穿城快线，融入市区网络；S2号线与8号线贯通，形成江南快线；S4号线与18号线衔接，构成南北穿城通道；S5号线进一步延伸进入紫东核心区；18号线作为南北穿城快线，串联南京北站、南京南站、禄口机场站等重要枢纽以及城市中心。
2024年7月4日，中国国际工程咨询有限公司在南京汉府饭店召开南京地铁第三期建设规划评估会。
| 线路名称               | 规划区间                   | 车站 数量 | 规划里程 km | 状态   | 规划开工时间 | 列车 编组 | 备注                             |
| ---------------------- | -------------------------- | --------- | ----------- | ------ | ------------ | --------- | -------------------------------- |
| █ 2号线延伸段          | 经天路 - 仙林湖            | 1         | 2.1         | 规划中 |              | 6A        |                                  |
| █ 2号线- █ 9号线接驳线 | 清江南路 - 集庆门大街      | 1         | 1.7         | 规划中 |              | 4B        |                                  |
| █ 3号线四期            | 林场 - 琥珀泉              | 4         | 7           | 规划中 |              | 6A        | 原林场地铁站将拆除并转入地下运营 |
| █ 4号线三期西          | 珍珠泉东 - 余家营          | 4         | 7.6         | 规划中 |              | 6B        |                                  |
| █ 4号线三期东          | 仙林湖 - 华侨城东          | 4         | 6.3         | 规划中 |              | 6B        |                                  |
| █ 8号线一期            | 生态公园 - 十月广场        | 11        | 19.6        | 规划中 |              | 6B        |                                  |
| █ 9号线二期            | 刘村 - 江苏大剧院·宪法广场 | 9         | 10.5        | 规划中 |              | 6B        |                                  |
| █ 10号线三期           | 雨山路 - 科工园            | 2         | 3.7         | 规划中 |              | 6A        |                                  |
| █ 16号线一期           | 板桥南 - 机场跑道旧址      | 17        | 25.2        | 规划中 |              |           |                                  |
| █ S3号线东延           | 南京南站 - 仙林站          | 14        | 36.3        | 规划中 |              | 6B        |                                  |

### 远期规划（仅供参考）
| 线路名称           | 规划区间                               | 车站 数量 | 里程 km | 状态   | 列车 编组 |
| ------------------ | -------------------------------------- | --------- | ------- | ------ | --------- |
| █ 6号线东延        | 栖霞山 - 摄山                          | 2         | 5.2     | 规划中 | 6B        |
| █ 8号线二期        | 中华门 - 生态公园                      | 9         | 12      | 规划中 | 6B        |
| █ 9号线三期        | 新湖大道 - 刘村                        | 5         | 8.1     | 规划中 | 6B        |
| █ 11号线二期       | 浦洲路 - 科丰路                        | 9         | 16.3    | 规划中 | 6A        |
| █ 12号线           | 牛首山 - 金马路                        | 20        | 30.6    | 规划中 | 6A        |
| █ 13号线           | 沿山大道 - 彤天路                      | 33        | 42.8    | 规划中 | 6B        |
| █ 14号线           | 马鞍机场 - 聚宝山                      | 22        | 49.5    | 规划中 | 4B        |
| █ 15号线           | 南京北站 - 老山                        |           |         | 规划中 |           |
| █ 16号线二期       | 板桥南 - 板桥中心                      | 3         | 5.3     | 规划中 |           |
| █ 17号线           | 南京审计大学 - 新亭东路                | 22        | 32.6    | 规划中 |           |
| █ 19号线           | 高新开发区 - 鱼嘴                      | 20        |         | 规划中 |           |
| █ S2号线南京段二期 | 西善桥 - 中华门                        | 4         | 10.5    | 规划中 | 4B/6B     |
| █ S3号线和县段     | 高家冲 - 西梁山                        | 11        |         | 规划中 | 6B        |
| █ S8号线南京段三期 | 长江大桥北 - 步月路                    | 18        |         | 规划中 | 4B        |
| █ S10号线          | 信息工程大学 - 仪征新城                | 7         | 61      | 规划中 |           |
| █ S11号线          | 龙潭东 - （镇江城区） - 扬中站（远期） | 14        | 74      | 规划中 |           |

### 未来与其它系统的换乘
据滁州市政府发布，南京地铁3号线、4号线、18号线、S4号线南京北站将可换乘滁州轨道交通4号线。据南京晨报，南京地铁S2号线将可换乘马鞍山城市轨道交通2号线、3号线。据鸠江区发改委，芜湖市发改委牵头研究芜湖轨道交通1号线保顺路站至南京地铁S2号线当涂南站的轨道交通项目。

## 车站
目前，南京地铁已开通运营237个车站，其中24个是换乘车站。

### 车站概况

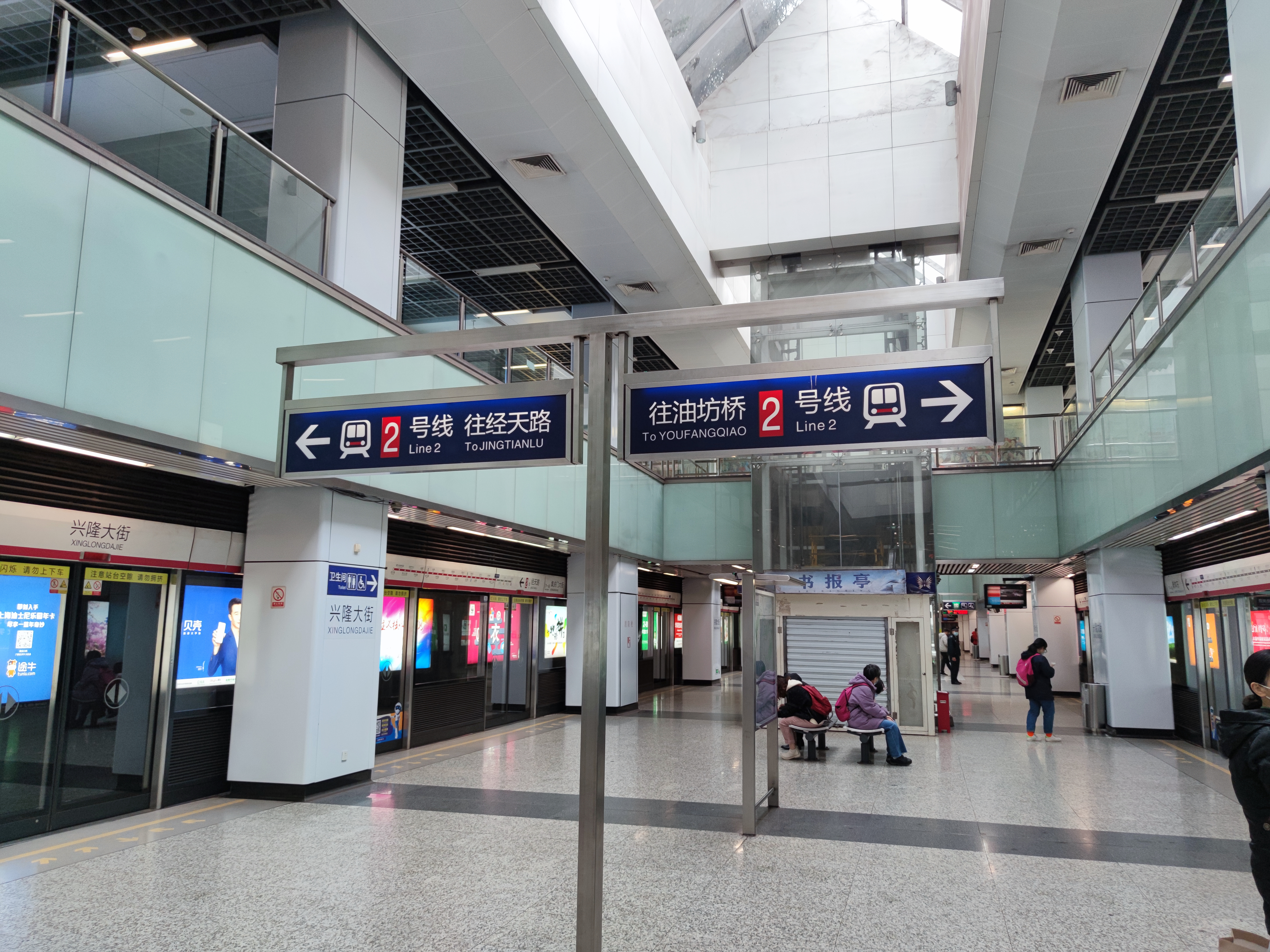
兴隆大街站的中庭式站厅

南京地铁车站根据所经过的区域决定了其位置。一般而言，位于主城区的线路采用地下车站形式；位于郊区部分的线路采用地面、高架车站形式。
南京地铁目前的车站站台形式基本为岛式站台（包括高架段），部分线路（如S9号线）以及车站一侧连接车辆基地或设有存车线的车站（如天隆寺站、马群站、河海大学·佛城西路站）则使用侧式站台形式。同时受线路设计、换乘方式、存车线设计等原因，部分车站的站台形式采用双岛式站台（如翔宇路南站）、一岛一侧式站台（如小市站以及幕府西路站）特殊站台形式。
有时为避让车站上方的市政建筑以及道路，南京地铁会使用分离式站厅，如南京站；2号线和10号线的部分站点采用了中庭式车站（如兴隆大街站、浦口万汇城站）的设计，站厅开阔的同时可以实现自然采光。
南京地铁多数站点的付费区和非付费区各自连通，使乘客在付费区内可不出闸更换行车方向，或是经由非付费区穿过车站。而2号线的鱼嘴站仅有非付费区是连通的，付费区则未连通，成为现时南京唯一无法在付费区内换向的车站（原因是作为侧式站台车站，本站站台与站厅同层，需要通过负二层的换向通道连通轨道两侧付费区。但换向通道因直通地面直梯，被非付费区独占，无法再连通付费区）。
南京地铁大多数车站的站厅层设置有便利店和自动售货机。部分地处繁华地带的车站（如新街口站）付费区外设置有专门的商业街店铺。

### 车站出入口

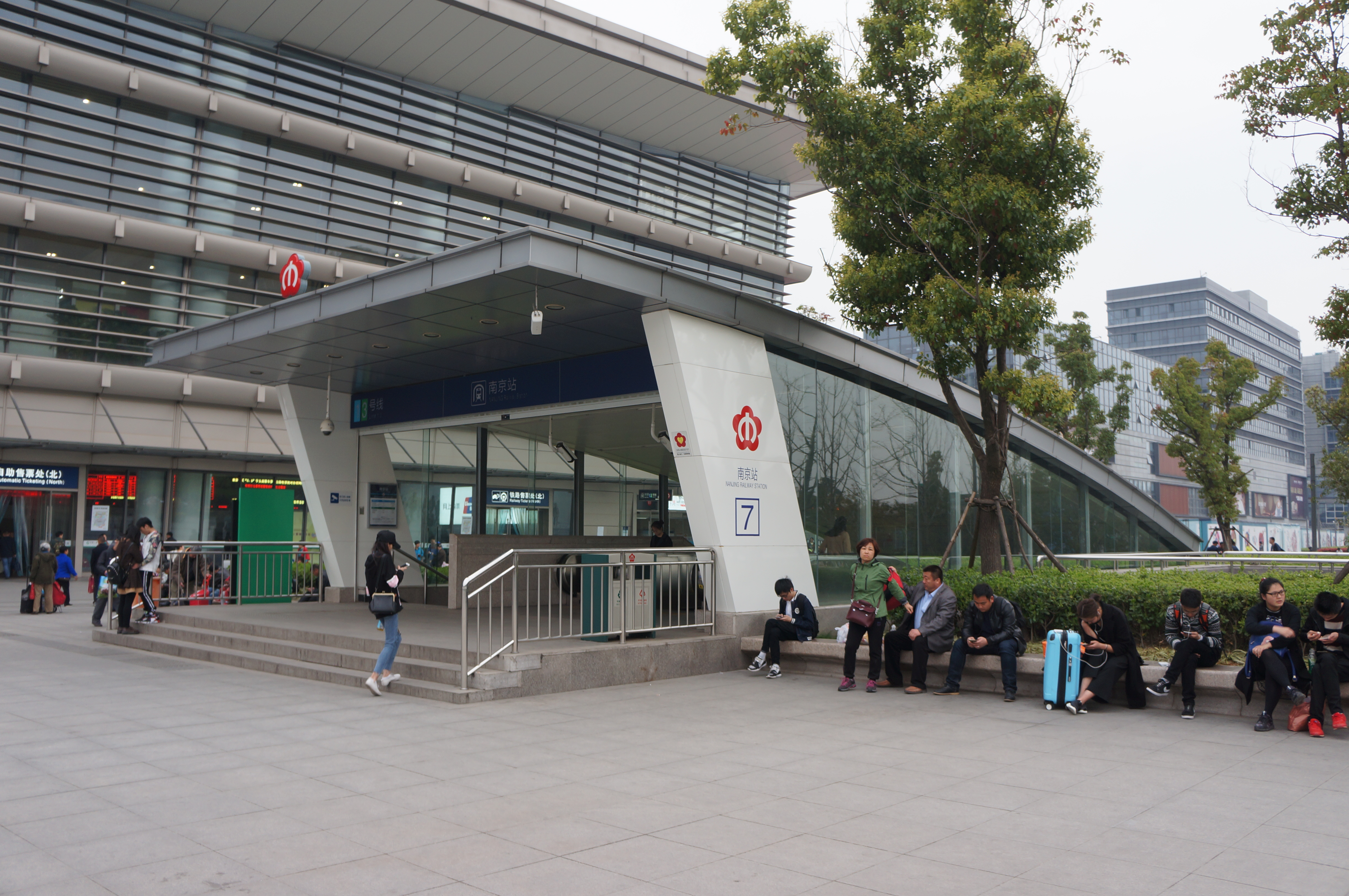
南京站出入口，为南京地铁车站出入口标准造型

南京地铁的出入口造型大致相同，采用弧形的玻璃盒子造型，并在出入口处标注南京地铁标志、站名以及出入口编号，部分车站缀有南京地铁标志的灯箱。部分处于繁华商业区的车站，出入口与商业综合体结合建设，乘客可通过出入口直达商业综合体内。南京地铁的大部分车站出入口都配备了无障碍设施如电梯，但由于部分电梯可直接抵达付费区站厅，如要使用，需要站务帮助才可使用电梯。
地铁站内的出入口设有指示牌，写有车站名称与出入口编号，以及距离该出入口最近的居住区、商业设施或地标名称。距出入口500米起的路段设有蓝底白字的指示牌，上标有地铁标志、路线名、距离与方向，引导步行前往地铁站的客流。多数出入口外设有南京公交站点。公交线路站牌上亦用南京地铁标志表示出可换乘地铁的公交站，引导公交换乘地铁的客流。

### 换乘车站
截止2025年8月，南京地铁现有换乘站29座，其中四线换乘1座，两线换乘28座。
其中最早开通的换乘站是新街口站和元通站，第一个同台换乘车站与四线换乘站为南京南站。另有2站可实现同台转乘：翔宇路南站（S1号线、S9号线）、空港新城江宁站（S1号线、S7号线）。
| 换乘站名称         | 换乘线路                          | 国铁                                                         | 有轨电车                |
| ------------------ | --------------------------------- | ------------------------------------------------------------ | ----------------------- |
| 新街口             | █ 1号线 █ 2号线                   |                                                              |                         |
| 安德门             | █ 1号线 █ 10号线                  |                                                              |                         |
| 元通               | █ 2号线 █ 10号线                  |                                                              | 河西有轨 元通站         |
| 螺塘路             | █ 2号线 █ 7号线                   |                                                              |                         |
| 南京南站           | █ 1号线 █ 3号线 █ S1号线 █ S3号线 | 京沪高速铁路 宁蓉铁路 沪宁城际铁路 宁安城际铁路 宁杭客运专线 |                         |
| 永初路             | █ 7号线 █ S3号线                  |                                                              |                         |
| 泰冯路             | █ 3号线 █ S8号线                  |                                                              |                         |
| 南京站             | █ 1号线 █ 3号线                   | 京沪铁路 宁启铁路 沪宁城际铁路 宁铜铁路 宁西铁路             |                         |
| 大行宫             | █ 2号线 █ 3号线                   |                                                              |                         |
| 鼓楼               | █ 1号线 █ 4号线                   |                                                              |                         |
| 金马路             | █ 2号线 █ 4号线                   | 仙宁铁路                                                     |                         |
| 鸡鸣寺             | █ 3号线 █ 4号线                   |                                                              |                         |
| 五塘广场           | █ 3号线 █ 7号线                   |                                                              |                         |
| 晓庄               | █ 1号线 █ 7号线                   |                                                              |                         |
| 中胜               | █ 7号线 █ 10号线                  |                                                              |                         |
| 油坊桥             | █ 2号线 █ S3号线                  |                                                              |                         |
| 翔宇路南           | █ S1号线 █ S9号线                 |                                                              |                         |
| 空港新城江宁       | █ S1号线 █ S7号线                 |                                                              |                         |
| 吳侯街             | █ S3号线                          |                                                              | 河西有轨 吴侯街站       |
| 平良大街           | █ S3号线                          |                                                              | 河西有轨 平良大街站     |
| 奧體東             | █ 2号线                           |                                                              | 河西有轨 奧體中心東門站 |
| 馬群               | █ 2号线 █ S6号线                  |                                                              | 麒麟有轨 馬群站         |
| 鱼嘴               | █ 2号线                           |                                                              | 河西有轨 鱼嘴站         |
| 吉印大道           | █ 5号线 █ S1号线                  |                                                              |                         |
| 诚信大道           | █ 3号线 █ 5号线                   |                                                              |                         |
| 竹山路（出站换乘） | █ 1号线 █ 5号线                   |                                                              |                         |
| 莫愁湖             | █ 2号线 █ 7号线                   |                                                              |                         |
| 草场门             | █ 4号线 █ 7号线                   |                                                              |                         |
| 上海路             | █ 5号线 █ 2号线                   |                                                              |                         |
| 三山街             | █ 5号线 █ 1号线                   |                                                              |                         |
| 夫子庙             | █ 5号线 █ 3号线                   |                                                              |                         |
| 云南路             | █ 5号线 █ 4号线                   |                                                              |                         |
| 福建路             | █ 5号线 █ 7号线                   |                                                              |                         |

## 设备

### 列车

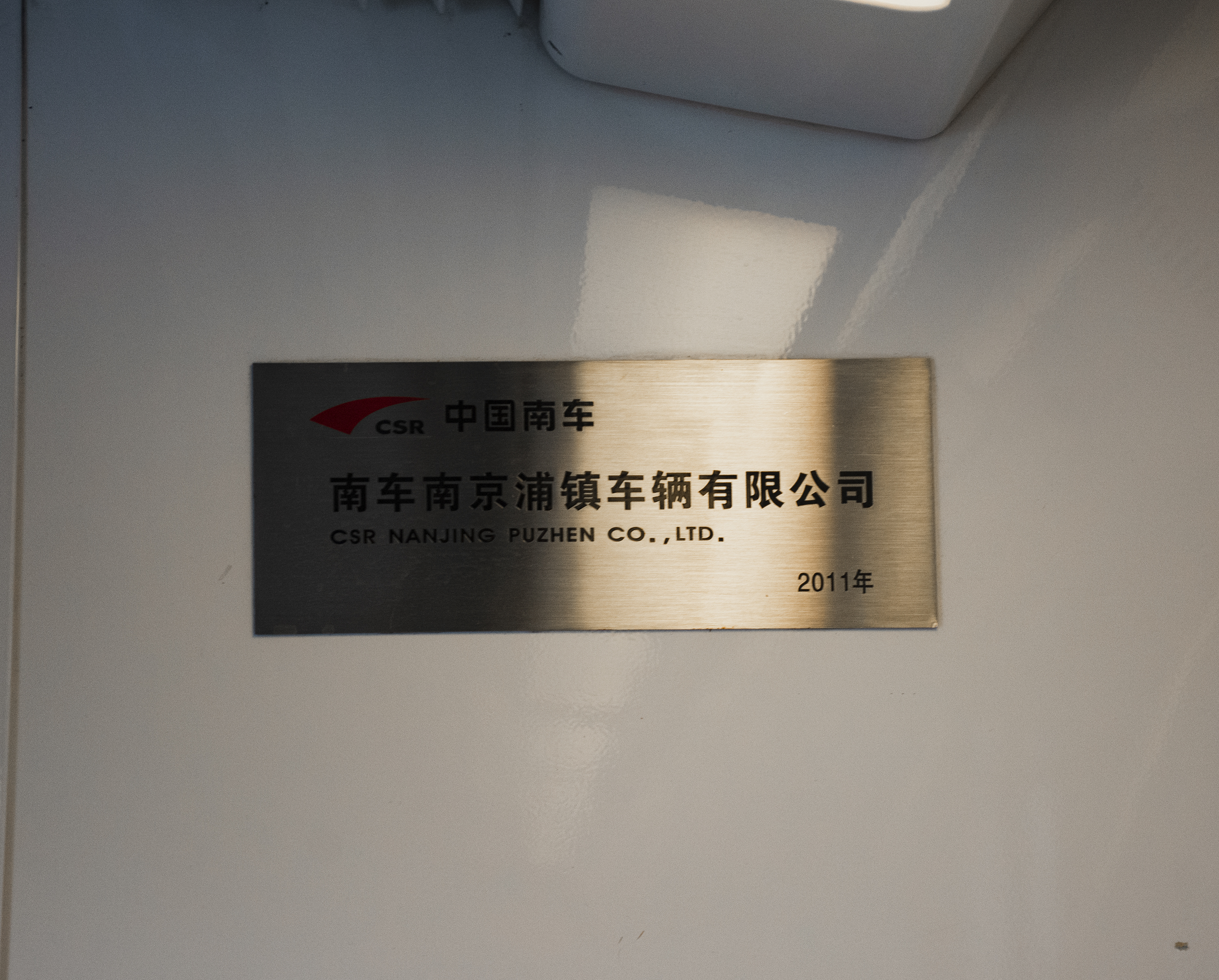
南京地铁的所有列车由位于南京的中车南京浦镇车辆制造

目前，南京地铁系统已开通的线路中，1、2、3、5、10号线使用A型车，4、7、S1、S3、S6、S7、S8、S9号线使用B型车，S4号线使用市域D型车，供电模式除S4号线采用交流25,000V供电外，均采用直流1,500V的接触网供电。1、2、3、4、7、10、S1、S3号线列车采用6节编组，S4、S7、S8号线使用4节编组，S9号线使用3节编组。
南京地铁全系列车均由位于南京的中车南京浦镇车辆负责制造。其中，1号线、2号线老车以及4、7、10、S1、S3号线列车使用阿尔斯通公司提供的牵引系统，3号线使用庞巴迪公司提供的牵引系统，S6、S7、S8、S9号线采用株洲中车时代电气提供的牵引系统，1号线、2号线的新车使用了南京华士电子科技有限公司与ABB公司合作研发的IGBT-VVVF。S4号线使用ABB公司研发，神铁代工的牵引系统。
南京地铁1号线、2号线与10号线列车使用法国阿尔斯通公司（Alstom）设计的大都会型地铁列车，由阿尔斯通公司联合南京浦镇车辆厂合作在南京生产。该列车拖车2节、带受电弓的动车2节、动车2节，定员载客1860人。1号线列车宽3米，高3.8米，其中动车长22.8米，单节车厢的载客量为318人（超员421人），整列车载客量1886人（超员2496人），比一般的国内地铁车辆增加38%。车体采用铝合金制造。2010年通车的1号线南延线和2号线，以及2014年开通的10号线则沿用这一车型，同时列车进行了不同程度的技术升级。2015年开通的南京地铁3号线则采用了国产A型铝合金全焊接鼓形车体结构，采用节能环保的新型LED照明系统。列车6辆编组，共46列276辆，首列车已于2013年3月份交付，整列车额定载客量都超过1860人。
4号线以及郊区线使用的B型地铁列车则使用了中车南京浦镇车辆自主研发的CIVAS平台，该平台列车长度19520mm，宽度2800mm ，高度3805mm，一列车设置38个座位，定员230人，超员327人。南京地铁使用的B型列车车头造型以及车辆内饰基本相同（S9号线列车在CIVAS平台原有外观的基础上进行了修改，內部座位由纵排改为了横排）。
运行速度方面，1、2、3、7号线设计时速为80km/h，4、S1、S3、S7、S8号线设计时速100km/h，S6、S9号线设计时速为120km/h，S4号线设计时速为140km/h。

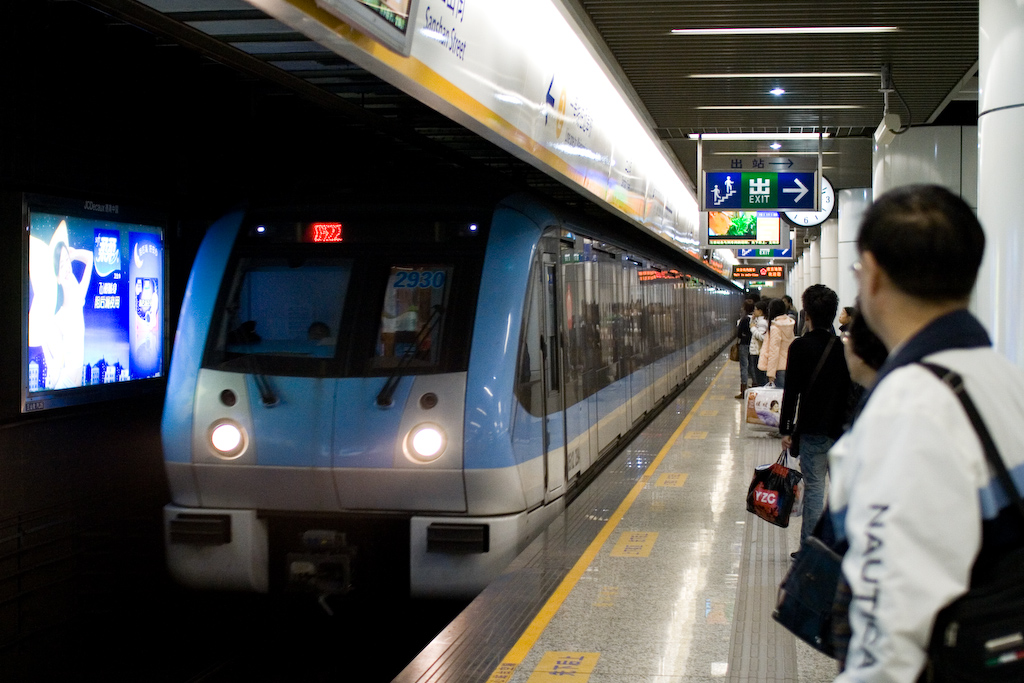
1号线采用的NJ01列车，为标准A型地铁列车
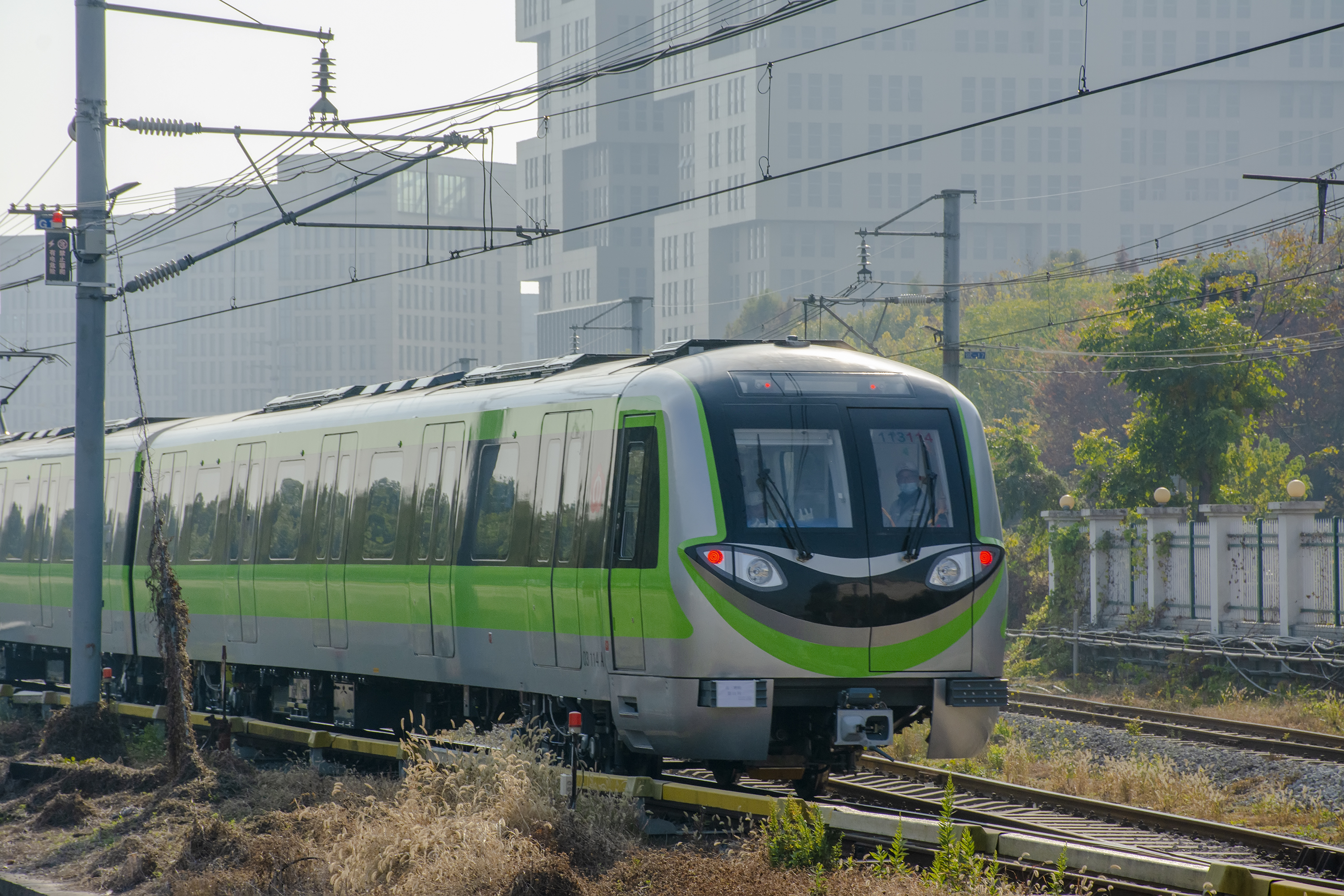
3号线采用的NJ03型列车，为鼓A型地铁列车
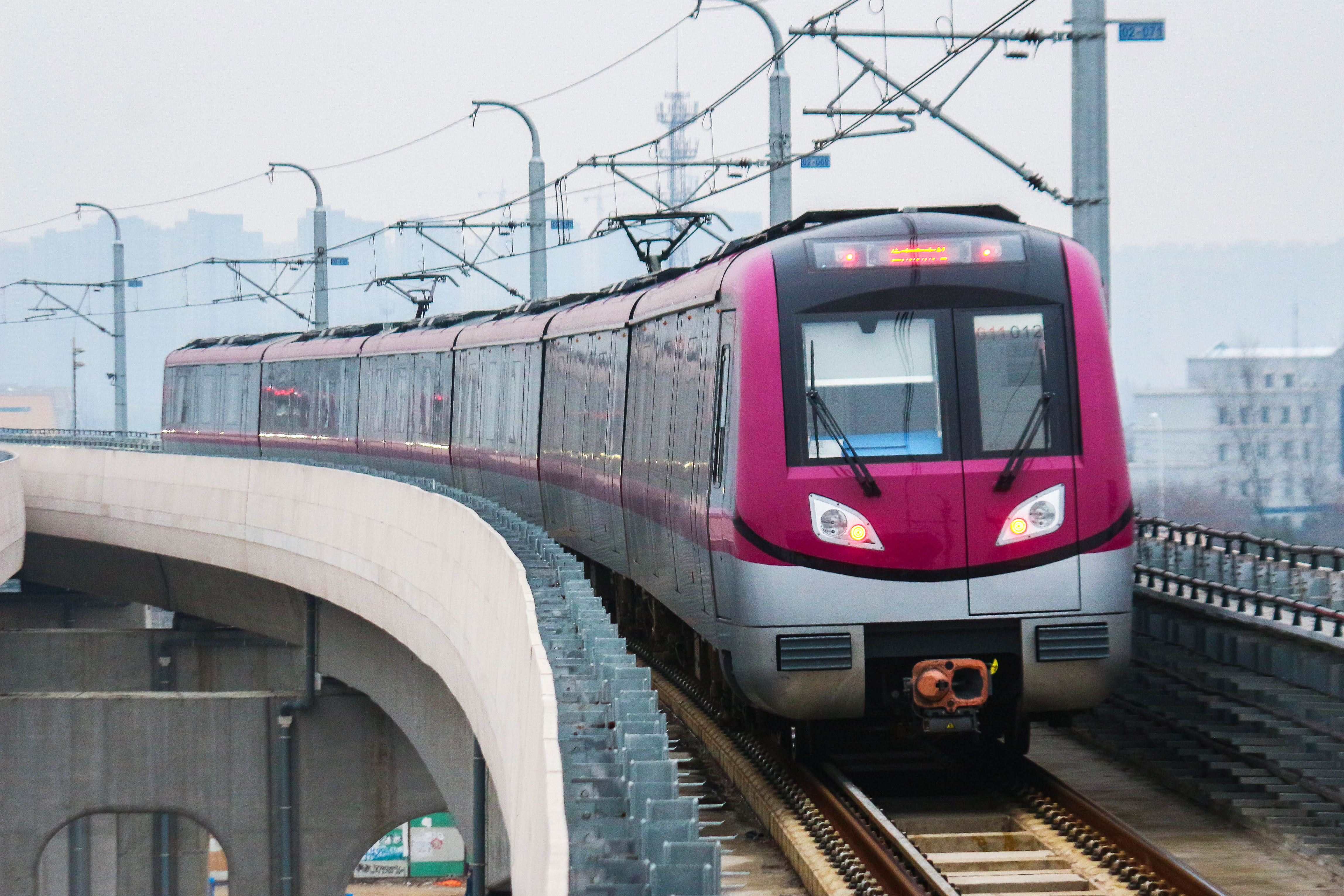
S3号线采用的NJS3列车，为标准B型地铁列车
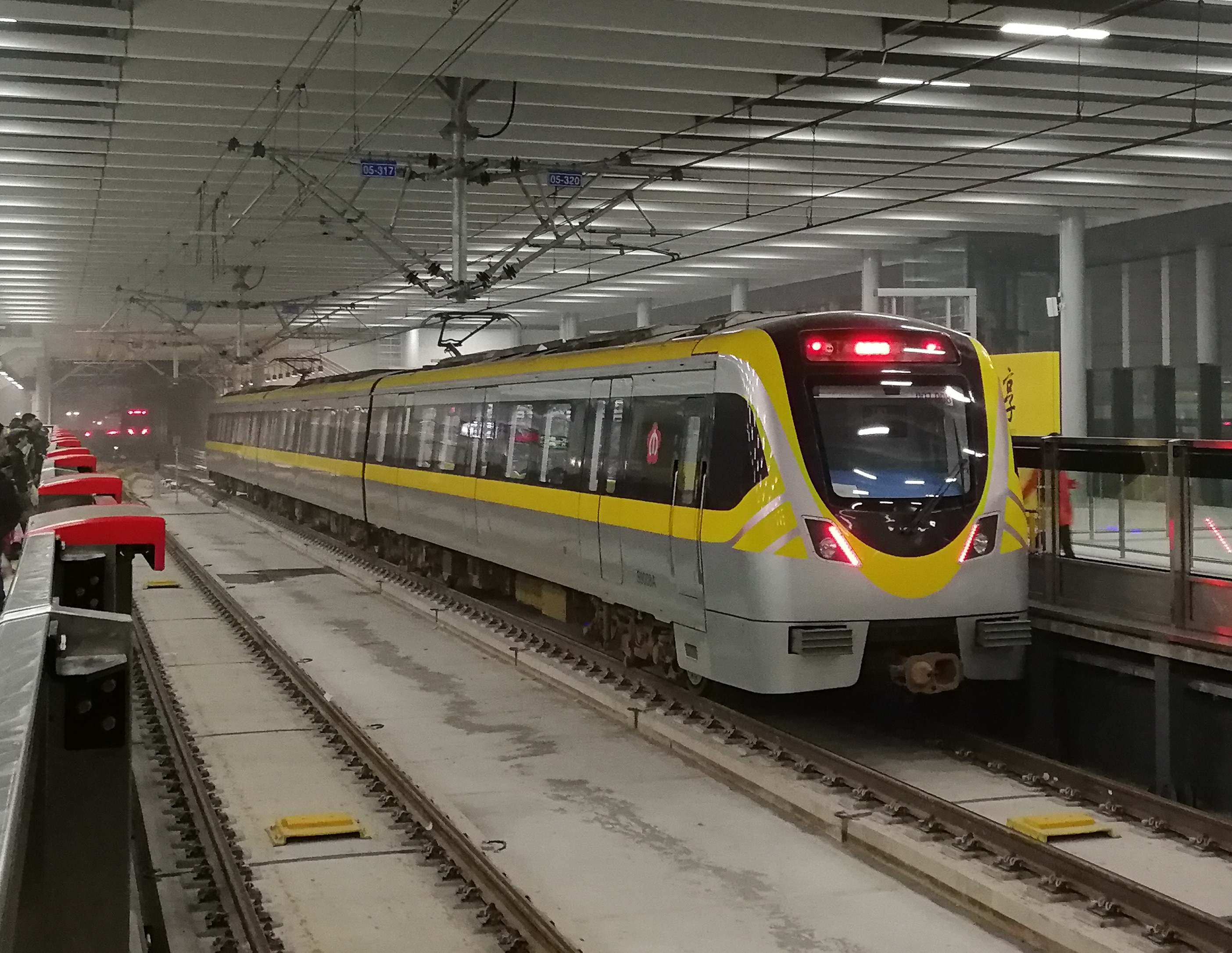
S9号线采用的NJS9型列车，为市域B型地铁列车
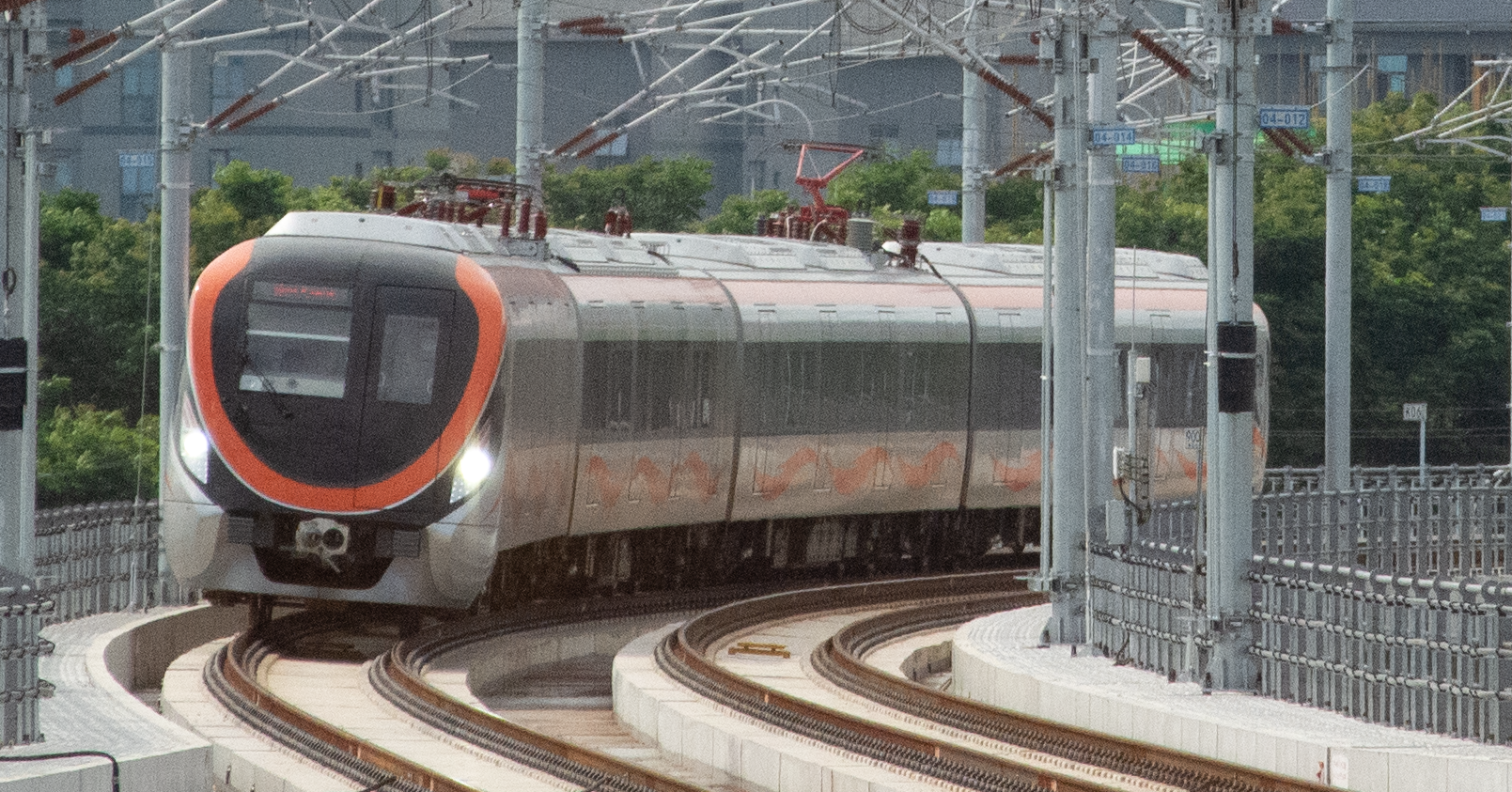
S4号线（宁滁线）采用的NJS4型列车，为市域D型地铁列车。

### 信号系统
南京地铁目前采用的闭塞系统，除1号线采用FTGS准移动自动闭塞系统外，其他线路均采用CBTC移动自动闭塞系统。南京地铁信号系统的供应商分别有西门子、泰雷兹、卡斯柯、浙江众合四家厂商。
其中，采用西门子交通集团信号系统的线路基本由南京本土企业中国电子科技集团公司第十四研究所旗下的子公司南京恩瑞特实业有限公司合作提供。2号线采用的Trainguard MT列车自动控制系统通过无线通信方式在轨旁和车辆之间连续传输数据，通过移动闭塞原理确保列车的稳定运行，以及控制列车的发车间隔。此外，2号线控制中心采用了了西门子交通集团的Vicos OC 501系统和Sicas ECC计算机联锁系统。
目前南京地铁各线运营列车均会采用自动运行装置，除7号线为GoA4级别无人驾驶，S1号线为GoA3级别自动驾驶外，其他线路均为GoA2级别自动驾驶。

### 控制中心

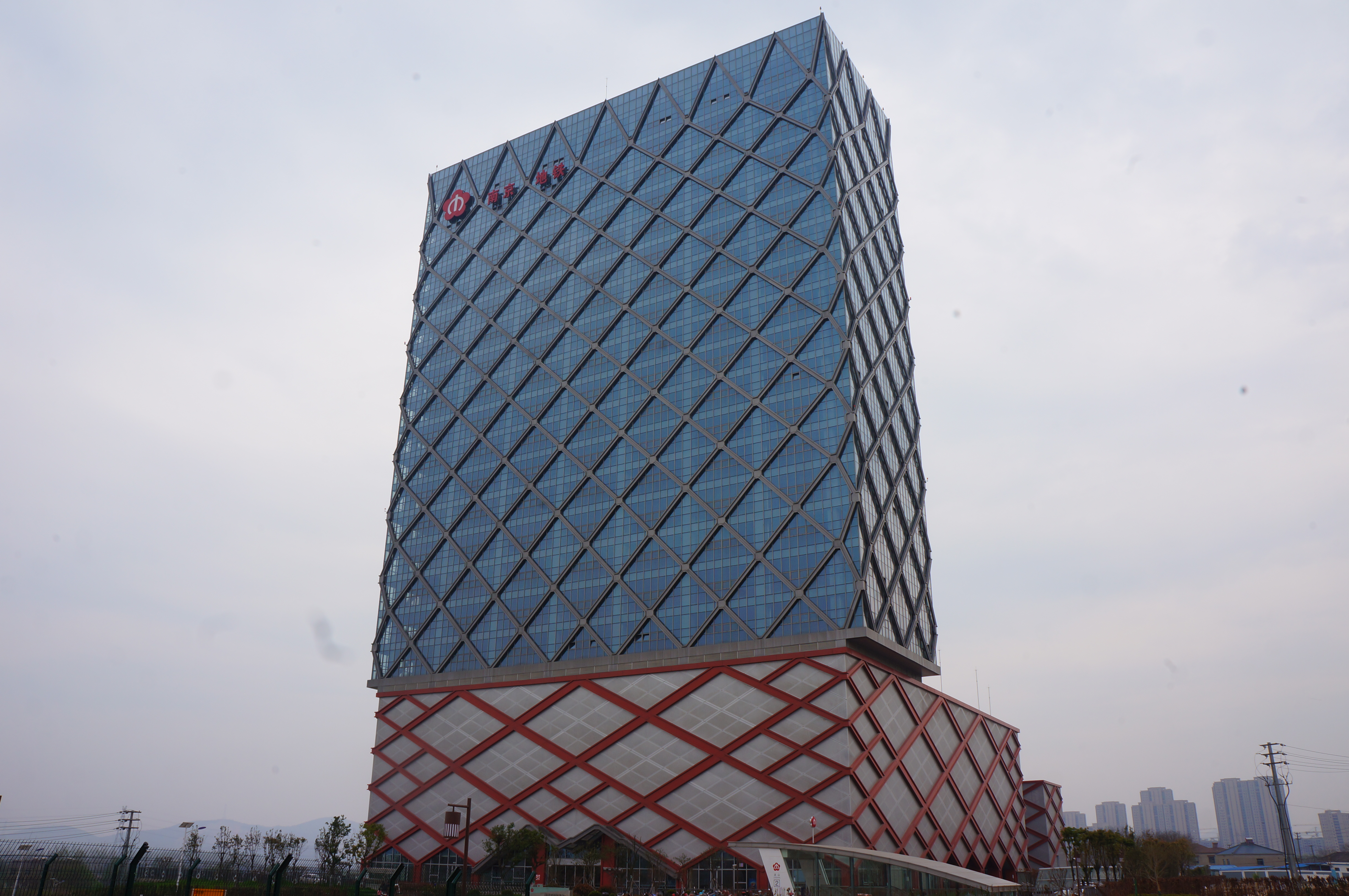
南京地铁灵山控制中心大厦，负责全线网调度控制

南京地铁目前共设有5个控制中心，分别为珠江路控制中心（控制1号线、2号线、10号线）、灵山控制中心（控制4号线、S6号线）、南京南站控制中心（控制3号线、S1号线、S3号线、S7号线、S9号线）、大厂东控制中心（控制S8号线）与马家园控制中心（控制7号线）。灵山控制中心负责全线网的调度与运营。S4号线另设滁州轨道运营控制中心。

### 安全设施
南京地铁1号线在建设初期并没有安装安全门。2006年12月，中胜站上行侧加装了站台安全门系统，截至2010年8月，奥体中心站、中胜站、元通站、小行站和安德门站已经安装了安全门，1号线其他站台的安全门已于2011年全部安装完毕。南京地铁1号线南延线安全门在地铁建设时已经全部建好，主要由深圳市方大自动化系统有限公司提供。1号线和1号线南延线都采用西门子公司信号系统。南京地铁2号线安全门在地铁建设时已经全部建好，由广州西屋和南京康尼提供。

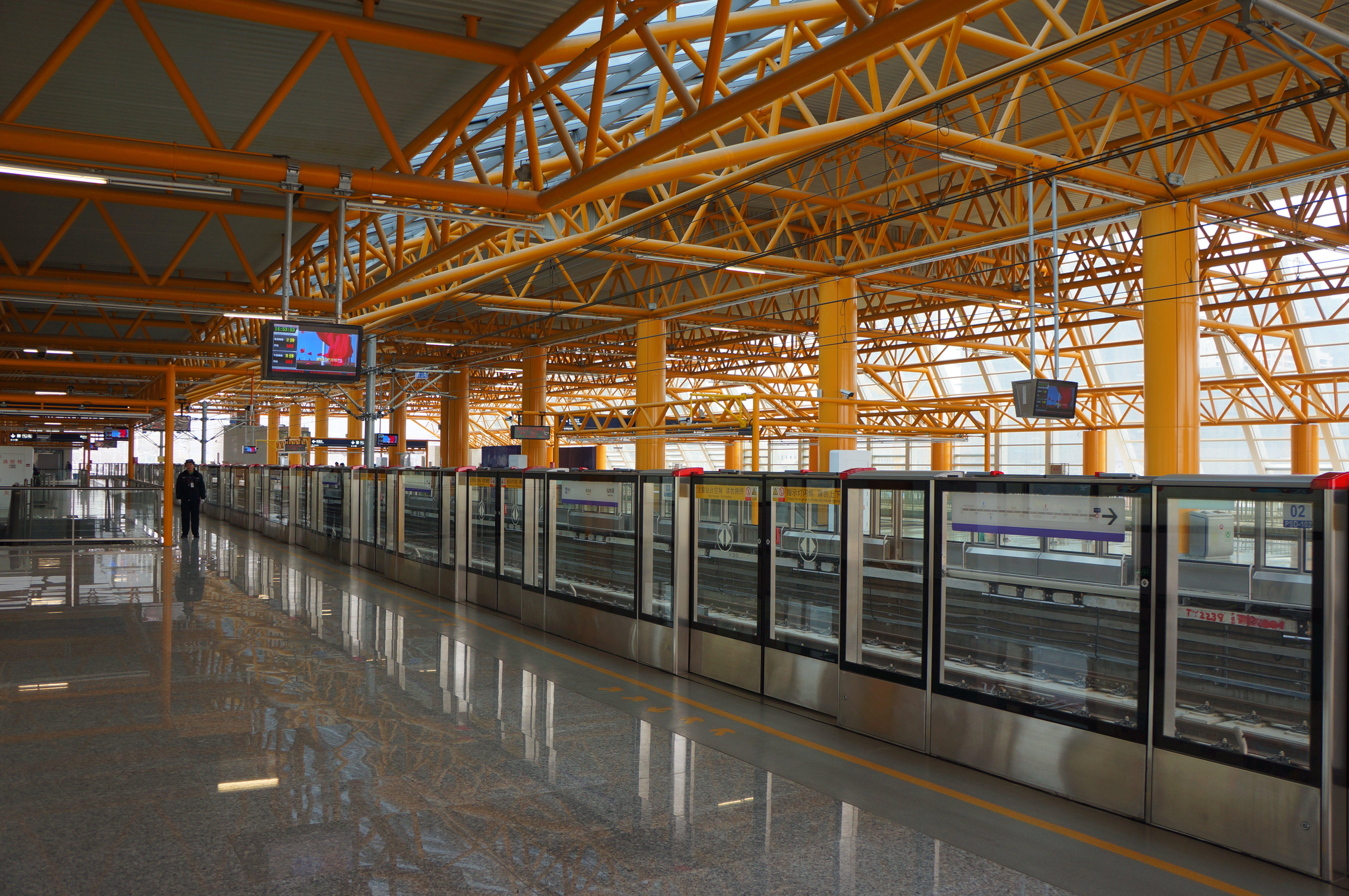
高架站半高安全门（仙林湖站）
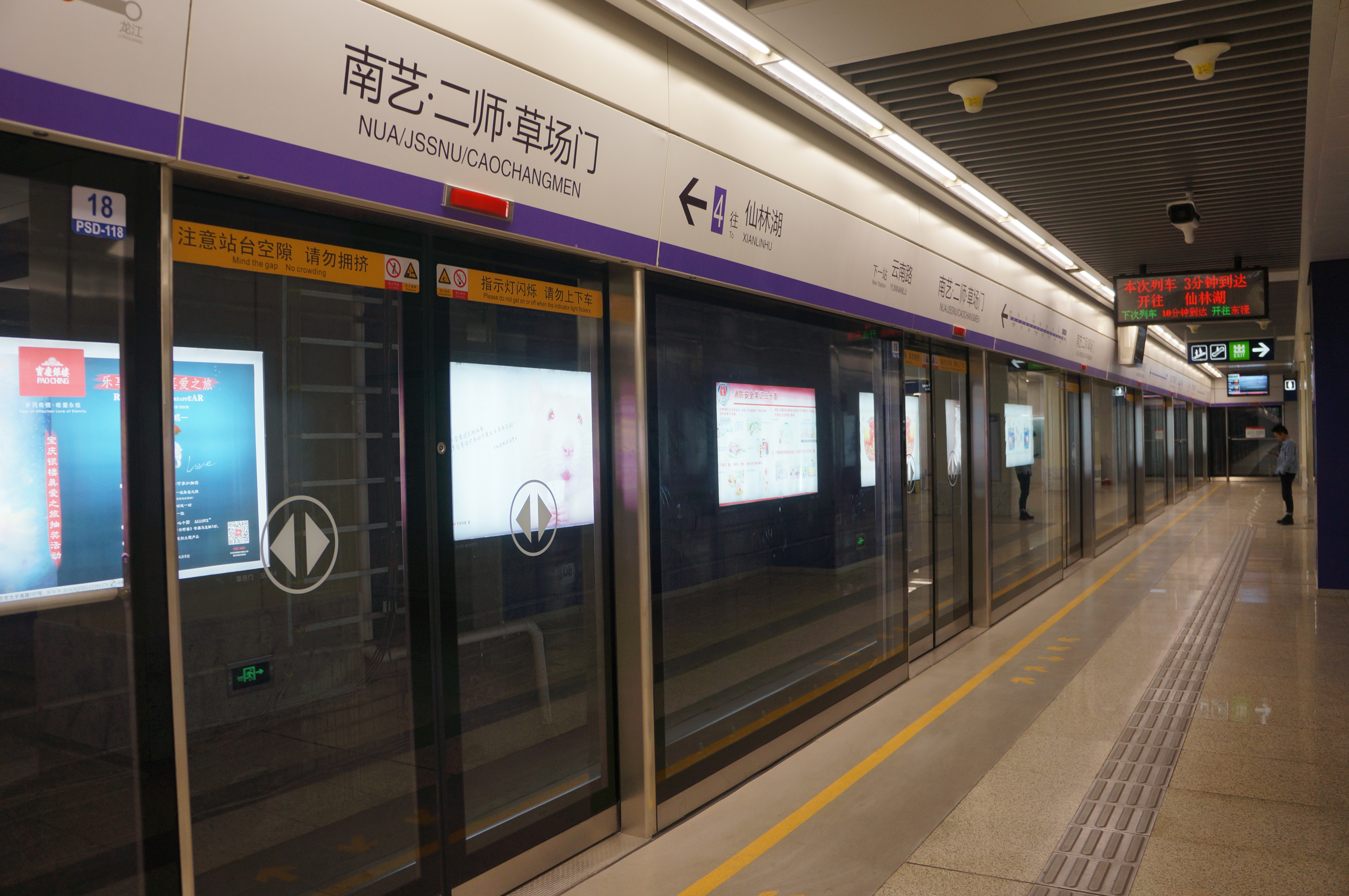
地下站全高安全门（南艺·二师·草场门站）

南京地铁采用全线安检，所有携带包裹或行李的乘客均需在进站闸机前接受安检。目前所有安检仪均已布置到位，2016年9月1日全部启用。

## 标识系统

### 地铁标志

南京地铁Logo

南京地铁的标志以南京市的市花梅花为主体元素，中间饰以变形的“M”作为“花蕊”点缀梅花使其形象更加生动，“M”的意思是不仅是地铁法语“Metro”的第一个字母，“M”出头一点又意喻着汉字“市”的变体，表示纪念南京市的第一条市内轨道交通京市铁路。

### 标示系统
南京地铁的站台标识、导向板、倒计时牌等设施都使用中英文双语，2005年线路刚开通时，指示牌及其字型與圖示設計款式更邀请香港地鐵有限公司（今港铁公司）负责策划制作。旧表示系统参考了港铁将军澳线车站标识，中文字体采用宋体，英文字体为Myriad MM。
2011年时，地铁运营方为迎接南京青奥会，在对标识牌更换英文标注的同时将整体标识系统换成的自己特有的一套风格：其中中文字体为微软雅黑，英文字体为方正黑体。新款标识系统由南京艺术学院设计。此举引发了当地市民争议。
一般情况下，如果车站名为普通街道等地名，则直接用大写汉语拼音作为该站的英文名称（例如2号线苜蓿园站，英文名称为“MUXUYUAN”）。如果该站名称为高等院校、公共体育设施等，一般采用首字母大写的英文翻译作为该站的英文名称（例如2号线南大仙林校区站，英文名称为“NJU Xianlin Campus”）。但在1号线南延线和2号线运行初期，地铁英文标识却十分混乱。例如：1号线南延线中国药科大学站，地铁中有“Yao Ke University”（汉语拼音标识+英文标识）、“China Pharmaceutical University”（英文全名）和“CPU”（英文简称）3种英文标识。此外，新街口站换乘通道中文写的是“换乘1号线”，英文却是“Change Line 2”。对此，南京地铁指挥部的网络发言人在回复网友提问时表示，由于南京市目前没有相应的机构制定相关的公共场所英文翻译标准，因此会造成这种混乱。

### 车站和车厢广播
南京地铁采用普通话和英语报站，两者有所差别。最初全部报站由江苏省广播电视总台的播音员汪玲担当。后期南京地铁运营方认为在大站加入不同声线的报站可以减少乘客坐过站的现象，因此引入了杜晓、钱琨等人和一位在南京的外籍人士柯明涵（英語：Leslie Ann Cardone）的报站。目前南京地铁广泛使用的女声配音为南京广播电视台音乐台主持人徐彦艳（优优）。
南京地铁建设完成之后，部分车站采取了冠名权拍卖的方法给车站命名。一般采取“冠名+主名”的方式命名（例如工商银行·三山街站），但2014年7月1日起正式施行的《江苏省地名管理条例》要求在地铁站名前不得使用企业名称冠名。因此，2014年8月1日以后的地铁广播中，站名前面已不再带有冠名，冠名暂时全部终止。2015年3月起，浮桥站公开招标商业冠名，预示着南京地铁的商业冠名重新开启，但冠名格式更改为符合《江苏省地名管理条例》规定的“主名+冠名”格式。2015年6月17日，南京地铁公开招标上海路站与星火路站的商业冠名。2015年8月12日，南京地铁公开招标三山街站与天隆寺站的商业冠名。
广播内容

预报站：
（男声）本次列车开往XXX站。

(Men's voice) This is the train to XXX Station.
在周日至周四晚间1号线末班车去往天隆寺站的回库车中，报站内容如下：
（女声）各位乘客，本次列车开往天隆寺站。
在2025年7月1日后上线于机场线S1的新车中，终点站为空港新城·江宁站的预报站内容如下：
（女声）本次列车开往空港新城·江宁站。

(Lady's voice) This train is bound for KONGGANGXINCHENGJIANGNING Station.
在2025年8月6号5号线全线贯通后，预报站内容如下：
（男声）欢迎乘坐双拥号列车，本次列车开往XXX站。

(Men's voice) This is the train to XXX Station.
前方到站：
普通站：（女声）前方到站XXX站，XXX（广告商名称）提醒您，请从列车前进方向X侧车门下车。此站可到达（广告商名称或著名地点名称）。
(Lady's voice) The next station is XXX.
换乘站：（男声）前方到站XXX站，XXX（广告商名称）提醒您，请从列车前进方向X侧车门下车。此站可换乘X号线（或XX线Sx）。可到达（广告商名称或著名地点名称）。
(Men's voice) The next station is XXX. Please get ready to get off for transferring to Metro Line X (XX Line S x).
终点站：（男女声均有，取决于是否为换乘站）前方即将到达本次列车的终点站XXX站，请您带清自己的行李物品，请从列车前进方向X侧车门全部下车。

The next station is the terminal station XXX.
到站：
普通站：（女声）XXX站到了，XXX（广告商名称）提醒您，请从列车前进方向X侧车门下车。此站可到达（广告商名称或著名地点名称）。
(Lady's voice) We are now at XXX station.
换乘站：（男声）XXX站到了，XXX（广告商名称）提醒您，请从列车前进方向X侧车门下车。此站可换乘X号线（或XX线Sx）。此站可到达（广告商名称或著名地点名称）。
(Men's voice) We are now at XXX. Please get ready to get off for transferring to Metro Line X (XX Line S x).
终点站：（男女声均有，取决于是否为换乘站）终点站XXX站到了，请带清随身物品，请从列车前进方向X侧车门全部下车，欢迎您再次乘坐南京地铁！
We are now at the terminal station XXX.

（男女声均有，取决于是否为换乘站）各位乘客，本次列车已到达终点站，请全部下车
在周日至周四晚间1号线末班车去往天隆寺站的回库车中，播报终点站天隆寺时的前方到站和到站内容如下：
（女声）前方到站，本次列车终点站，天隆寺站，请做好下车准备。
(Lady's voice) The next station is the terminal station TIANLONGSI.
（女声）中国人寿保险提醒您，终点站天隆寺站到了，请带清随身物品全部下车，欢迎您再次乘坐南京地铁。
(Lady's voice) We are now at the terminal station TIANLONGSI. 

## 地铁文化

### 车站装饰
南京地铁处处充满新鲜的文化创意。各座车站的站名大字壁采用南京书法家黄惇、孙晓云、尉天池等人的作品，S7号线与S8号线站名壁更是采用了南京原创的字体“金陵刻经字体”；而10号线的站名壁则采用了南京艺术学院设计的字体，镶嵌在马赛克上。
以下是部分车站的大字壁书法字体：
- 1号线鼓楼站的大字壁，由黄惇所题
- 1号线南延线竹山路站大字壁，由孙晓云题写
- 2号线金马路站大字壁，由尉天池所题
- 3号线鸡鸣寺站大字壁，由言恭达所题
- 4号线岗子村站大字壁，由管峻所题
- 7号线万寿站大字壁，由徐利明所题
- 10号线江心洲站马赛克站名壁汉字字体由南京艺术学院设计
- S1号线南京南站大字壁，由黄惇所题
- S6号线南京猿人洞站大字壁，由宇文家林所题
- S7号线空港新城溧水站大字壁，采用金陵刻经字体
- S8号线泰山新村站大字壁，采用金陵刻经字体
- S9号线高淳站大字壁

### 线路特色
南京地铁在线路设计初便对主要线路进行了主题鲜明的文化塑造，并在主要车站设主题文化墙，融合雕塑、壁画等艺术形式，营造出浓厚的文化氛围，以展现各线路主题。
5条已开通的城区主干线路中，1号线主题为“金陵古韵”，2号线主题为“传统节日”，3号线主题为“红楼一梦”，4号线主题为“宁人伟业”，10号线则以“炫彩金陵”为主题。
- 1号线鼓楼站六朝古都艺术墙
- 2号线苜蓿园站七夕节主题吊顶
- 3号线大行宫站金陵十二钗艺术墙
- 4号线徐庄站祖冲之与圆周率艺术墙
- 10号线南京工业大学站“彩云追梦”艺术墙

### 车站文化
除线路主题外，南京地铁设有珠江路“糖果车站”（向儿童免费发放棒棒糖）、新街口“和谐车站”、软件大道“创业车站”、南京南站“博爱车站”等主题车站，以及开出全国首列“人文号”、“昆曲专列”等特色列车，以体现地铁的人文关怀与南京的创意精神。
2010年9月，南京地铁与金陵图书馆合作，在新街口站内1号线换乘2号线的换乘通道上设立地铁图书馆。图书馆上架图书4000多册，乘客可以凭身份证、公交卡、市民卡或办理借书证借阅，并且可以在地铁图书馆通借通还金陵图书馆的图书。

## 大事记
- 1990年2月12日，南京市地下铁道工程筹建处成立。
- 1999年5月28日，南京市地下铁道总公司成立。
- 1999年10月，国家计委批准南京地铁1号线工程可行性研究报告，并批准开工。
- 2000年12月12日，1号线一期工程开工。
- 2002年8月，2号线一期工程通过国务院批准立项。
- 2005年9月3日，1号线正式通车试运营。
- 2005年12月31日，《南京市城市快速轨道交通建设规划（2004-2015）》通过国务院审批，2号线、1号线南延线、2号线东延线、2号线西延线、3号线正式立项。[109]
- 2006年7月，2号线一期工程可行性研究报告得到国家发改委批准，同期工程全面开工。
- 2007年3月，1号线南延线工程的可行性研究报告得到国家发改委批准。
- 2007年上半年，1号线南延线工程全面开工。
- 2010年5月28日，1号线南延线与2号线通车试运营。
- 2010年12月17日，《南京市城市快速轨道交通建设规划调整（2004-2015）》通过国家发改委审批。2号线西延线起点变更并与既有1号线奥体中心—安德门段共同组成10号线一期工程，3号线向南延伸8.8km，另增补4号线一期工程立项。[110]
- 2012年4月25日，《江苏省沿江城市群城际轨道交通网规划（2012-2020）》通过国家发改委审批。获得批准的规划方案包括宁高城际、宁和城际、宁天城际、宁句城际、宁仪城际，其中宁高城际一期、宁和城际一期、宁天城际一期的近期实施方案批复通过。
- 2013年10月9日，国家发展改革委批准《江苏省沿江城市群城际轨道交通网规划（2012-2020）部分项目提前实施方案》，同意江苏省提前实施南京-高淳线（禄口机场-高淳段）、南京-句容线、南京-仪征线延伸至扬州市。[111][112]
- 2014年7月1日，S1号线、10号线通车运行。8月1日，S8号线通车运行。
- 2015年4月1日，3号线通车运行。5月5日，《南京市城市轨道交通建设规划（2015-2020）》通过国家发改委审批，1号线北延线、2号线西延线、3号线三期、5号线、6号线、7号线、9号线一期、10号线二期正式获批立项，总长157.2公里；6月27日，国务院批准成立南京江北新区。7月7日，《江北新区轨道交通线网规划》公布并征求公众意见。
- 2017年1月，4号线通车运行。同年12月，S3号线、S9号线通车运行。
- 2018年5月，S7号线通车运行。12月，南京地铁正式启用移动支付乘车。支持支付宝乘车码、银联卡闪付以及银联手机闪付（包括 Apple Pay、Sumsung Pay、HUAWEI Pay、Mi Pay等）乘车。2019年5月22日起，上海、杭州、宁波、温州、合肥、南京、苏州7城，实现一“码”跨城坐地铁。[113]
- 2021年12月28日，S6号线、2号线西延线正式开通运营。
- 2022年12月28日，1号线北延线、7号线（北段）正式开通初期运营。
- 2023年6月28日，S4号线滁州段除张堡外所有车站均开通运营。同年12月28日，7号线南段开通运营。[52]